# Babylon 5
Babylon 5 ist eine 1993 gestartete US-amerikanische Science-Fiction-Fernsehserie, die im fiktiven Babylon-5-Universum spielt. Bis 1998 erzählte sie in 110 Episoden von den Geschehnissen in der und um die Raumstation Babylon 5.
Der Serie wird eine hohe Bedeutung für die Entwicklung der Fernsehserien in den USA beigemessen. Es wurden auch noch einige Fernsehfilme und die Fortsetzungsserie Crusade produziert, die an die Serie anknüpfen.

## Produktion

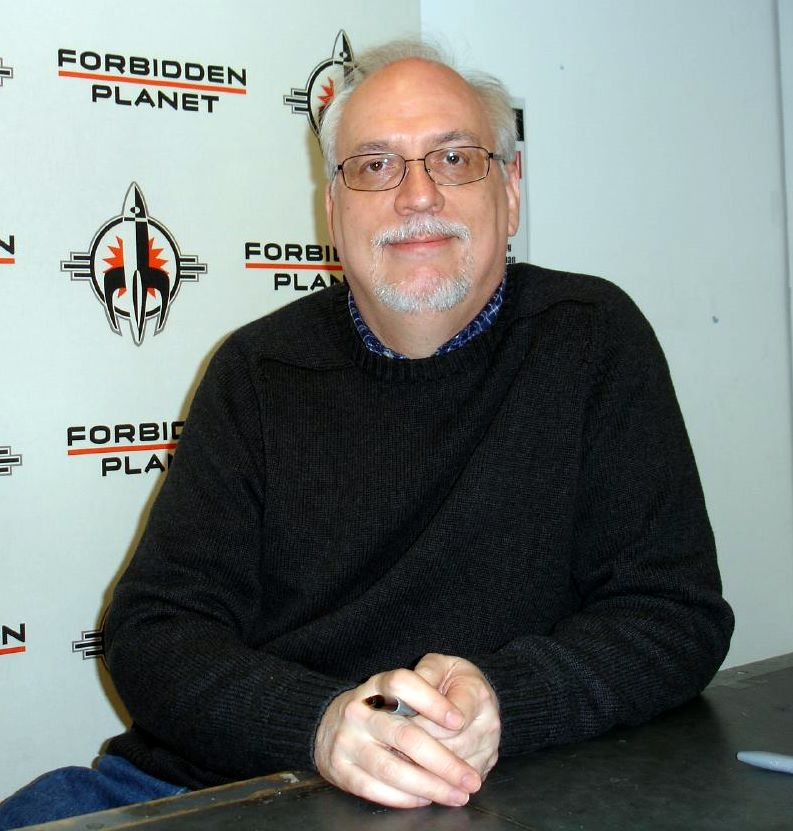
Joseph Michael Straczynski („JMS“), der Schöpfer
von Babylon 5.

### Entwicklung
Entwickelt wurde Babylon 5 von Joseph Michael Straczynski, kurz „JMS“, der als Executive Producer den Verlauf der Serie kontrollierte und als ihr „Vater“ gilt. Er schrieb auch für 92 der 110 Folgen das Drehbuch, wobei jene für die dritte und vierte Staffel ausschließlich von ihm verfasst wurden. Neben ihm begleiteten der ausführende Produzent Douglas Netter und Science-Fiction-Autor Harlan Ellison als „Conceptual Consultant“ die Serie.
Aufgrund des nahezu gleichzeitigen Erscheinens wurde die Serie häufig mit Star Trek: Deep Space Nine verglichen. Gemeinsamkeiten waren beispielsweise ein Kommandant, dessen Charakter maßgeblich durch seine Erfahrungen in einem früheren Krieg geprägt wurde, ein Krieg gegen einen übermächtigen Feind, die Spiritualität der Figuren, ein durchsetzungsstarker weiblicher Erster Offizier sowie eine Raumstation in der Nähe eines Portals als zentraler Handlungsort. Dies veranlasste zahlreiche Babylon-5-Fans zu dem Vorwurf, Paramount Pictures hätte Straczynskis Ideen kopiert. Straczynski selbst sah Deep Space Nine zwar eindeutig durch sein Konzept beeinflusst, welches er vor der Produktion durch Warner Bros. auch Paramount vorstellte, äußerte aber nie Plagiatsvorwürfe.
Ungewöhnlich und innovativ für die Entstehungszeit von Babylon 5 war auch der von vornherein auf fünf Jahre geplante, serienüberspannende Handlungsbogen. Diese Erzählweise wurde erst mit dem Aufkommen von Streaming-Diensten zwanzig Jahre nach dem Ende der Serie wieder populär, als Serienkonzepte nicht mehr wie üblich nach einer Pilotfolge, sondern direkt staffelweise in Auftrag gegeben wurden. Ursprünglich für fünf Staffeln konzipiert, schien aufgrund der Auflösung des Senders TNT das vorzeitige Aus der Serie nach vier Staffeln sicher. Um die Geschichte dennoch zu einem Abschluss zu bringen, straffte Straczynski den Handlungsbogen der vierten Staffel. Erst nach dem Produktionsende der vierten Staffel erhielt Straczynski die Freigabe für die fünfte Staffel. So ergab sich die Situation, dass die bereits fertiggestellte, jedoch noch nicht ausgestrahlte Serien-Abschlussepisode Sleeping in Light (Der Weg ins Licht) an das Ende der fünften Staffel verlegt und eine neue Abschlussepisode für die vierte Staffel gedreht werden musste. Diese Episode, The Deconstruction of falling Stars (In hundert Jahren, in tausend Jahren), fällt aus dem gewohnten Handlungsrahmen heraus und gewährt einen Blick auf die fernere Zukunft im Babylon-Universum.

### Computergrafik und Spezialeffekte
Durch die fast ausschließliche Verwendung von Computergrafik für die Spezialeffekte sowie die Aufnahme der Realfilm-Anteile im 16:9-Format unterschied sich Babylon 5 von vergleichbaren Serien ihrer Zeit. Die Spezialeffekte für die Pilotepisode wurden an einem kleinen Netzwerk aus Amiga 2000-Computern und der NewTek Video Toaster-Ausrüstung produziert, die damals zusätzlich noch das 3D-Grafikprogramm LightWave 3D beinhaltete. Diese Ausrüstung war zum Zeitpunkt der Produktion für damals 5.000 US-Dollar pro Arbeitsplatz erhältlich, was ein Bruchteil der Kosten für die damals branchenübliche Produktionsausrüstung war. Die ersten drei Staffeln wurden von Foundation Imaging an zwölf Intel-Pentium-PCs und fünf DEC Alpha Workstations mit der gleichen Software produziert. Wo sich die Fertigstellung von Spezialeffekten im studioeigenen Computer-Netzwerk verzögerte (Cloud Computing gab es zu dieser Zeit nicht), wurden Episodenausstrahlungen getauscht.
Auch bei der Produktion der Spezialeffekte wurde kosteneffektiv gearbeitet. So wurden beispielsweise einige Modelle für außerirdische Schiffe aus Anatomie-Modellen für Fußknochen zusammengesetzt. Auch wurden eine bis zwei Ebenen an Kaustik-Effekten als „lebende“ Textur für Schiffe und Technologie der Schatten wiederverwendet. Bumpmapping zur Oberflächensimulation wurde eingesetzt, statt Modelle mit zusätzlicher geometrischer Information zu verfeinern, was die Rechenzeit verlängert hätte. Für die damalige Zeit innovativ war der intensive Einsatz des Digital Backlots: Filmkulissen, die nur für den realen Interaktionsbereich der Schauspieler tatsächlich existierten und ansonsten per Bluescreen-Technik in das Bild gerechnet wurden.

### Probleme bei der Wiederveröffentlichung in HD
Die Produktionsweise der digitalen Effekte führte bei späteren Veröffentlichungen auf DVD und in High Definition zu Problemen. Die Realfilm-Anteile der Serie waren bereits auf Super 35-Film „sauber“ im 16:9-Format aufgezeichnet worden, sodass auch im erweiterten Bildbereich keine Scheinwerfer und Ähnliches sichtbar war und damit die Voraussetzungen für eine zukünftige Veröffentlichung im Breitbildformat geschaffen worden waren. Die Spezialeffekte konnten jedoch nur für das 4:3-Bildformat produziert werden. Für die ursprüngliche Veröffentlichung im 4:3-Format (NTSC bzw. PAL) wurden die Effekte und die Realszenen in Standardauflösung auf Video zusammengefügt.
Für eine spätere Veröffentlichung in Belgien wurde jedoch von den Lizenznehmern 16:9 Letterbox gewünscht, was Warner dazu veranlasste, das 16:9-Filmmaterial der Realszenen mit von der Magnetaufzeichnung hochskalierten 4:3-Effektaufnahmen zusammenzufügen. Die Effektszenen mussten dafür stark vergrößert und beschnitten werden, sodass 33 % der originalen Bildinformationen verloren gingen und das Bild darüber hinaus auch extrem unscharf wurde. Dies betraf auch alle Komposit-Aufnahmen von Schauspielern mit digital eingefügtem Hintergrund oder Effekten. Diese Version wurde später für die Veröffentlichung der Serie auf DVD verwendet.
Die Veröffentlichung der Serie auf Amazon Prime Video erfolgte zunächst ebenfalls im ursprünglichen Format, dessen Bildqualität allerdings kritisiert wurde. Im Februar 2021 erfolgte eine Neuveröffentlichung der Serie auf Amazon Prime Video, iTunes und HBO Max im Originalen 4:3-Format, aber nun mit HD-Auflösung. Dafür wurde das Originalfilmmaterial in 4K eingescannt, digitalisiert und farbkorrigiert. Die Spezialeffekte wurden auf HD hochskaliert und fielen, aufgrund der Rückkehr zum originalen 4:3-Format, nun deutlich weniger störend auf als in der beschnittenen DVD-Version.

### Soundtrack
Für die Musik der Serie arbeitete Straczynski mit dem Berliner Musiker Christopher Franke zusammen, der zusammen mit den Berliner Philharmonikern nahezu den kompletten Soundtrack der Serie sowie von dreien der vier Babylon 5-Fernsehfilme verantwortete.

### Charakterentwicklung
Mehrere Hauptcharaktere schieden im Laufe der Zeit aus der Serie aus, teils weil ihre Geschichte ihr Ende erreichte und teils weil die sie verkörpernden Schauspieler die Serie verließen. Michael O’Hare stieg aus gesundheitlichen Gründen in gegenseitigem Einvernehmen mit Straczynski nach der ersten Staffel aus; seine Rolle „Jeffrey Sinclair“ wurde durch Boxleitners „John Sheridan“ ersetzt. Dies hatte verschiedene Auswirkungen auf die Serie: ursprünglich war um die Geschichte „des Einen“, den Anführer der interplanetaren Miliz der Ranger, nur geplant, dass es „den Einen der Gegenwart“ (D’Elenn) und „den Einen der Zukunft“ (Sinclair) geben würde. Ebenso hatten auch die Minbari am Anfang der Serie nur zwei Kasten: die Kriegerkaste und die religiöse Kaste. Michael O’Hare trat im späteren Verlauf der Serie als Gast noch einmal auf, dann jedoch als der mythologische „Valen“, der Eine, „der gewesen ist“. Die Minbari „erhielten“ eine dritte Kaste, die Kaste der Arbeiter. Auf die gleichen Initialen von Jeffrey Sinclair (O’Hare) und John Sheridan (Boxleitner) wird in der Serie genauso angespielt wie auf die „vergessene“ dritte Minbari-Kaste und auf die Austauschbarkeit der handelnden Personen.
Auch Andrea Thompson ging auf eigenen Wunsch in der zweiten Staffel; ihr Charakter, die Psi-Agentin Talia Winters erlitt nach einer Erwähnung des Psi-Polizisten Alfred Bester (gespielt von Walter Koenig) den Serientod. Teile ihres Aufbaus als Charakter, etwa die telekinetischen Fähigkeiten, übernahm später die Telepathin Lyta Alexander, gespielt von Patricia Tallman. Figuren wie Warren Keffer, der nur für eine Staffel angelegt war, oder Marcus Cole starben im Laufe der Handlung. Auch John Sheridan starb in der Serie, wurde jedoch für begrenzte Zeit wiederbelebt und stirbt 20 Jahre später erneut. Claudia Christian, die die Erste Offizierin Susan Ivanova spielte, schied nach einer gescheiterten Vertragsverlängerung vor der fünften Staffel aus.

## Handlung
Die Handlung der Fernsehserie Babylon 5 umfasst neben dem Pilotfilm fünf Staffeln mit jeweils 22 Episoden sowie einige zusätzliche Fernsehfilme. Die Kernhandlung der Serie umfasst einen Zeitraum von ca. fünf Jahren um das Jahr 2260. Einzelne Episoden und Filme decken auch Ereignisse außerhalb dieser Zeitspanne ab.
Der Name des Pilotfilms und die Namen der einzelnen Staffeln wurden bei der DVD-Veröffentlichung der Serie teilweise überarbeitet bzw. geändert. Die Bezeichnung „Spacecenter Babylon 5“ (alte deutsche Bezeichnung des Pilotfilms sowie der Serie) findet sich daher nur noch in dessen Synchronfassung. Im weiteren Verlauf der Serie wurde die Station einfach nur noch „Babylon 5“ genannt.

### Pilotfilm „Die Zusammenkunft“ („The Gathering“)
Der Pilot hieß ursprünglich „Spacecenter Babylon 5“
2257: Knapp zehn Jahre nach Ende des für die Erdallianz verheerenden Erd-Minbari-Krieges nimmt die fünfte Babylon-Station ihren Betrieb auf. Sie soll zu einem neutralen Ort für Treffen, Verhandlungen und Handel zwischen den verschiedenen Völkern der Galaxis werden. Allerdings fällt der letzte noch erwartete Diplomat – Vorlonen-Botschafter Kosh – bei seiner Ankunft einem Attentat zum Opfer. Der Hauptverdächtige ist unerwarteterweise Commander Jeffrey Sinclair, der im Namen der Erdallianz die Station leitet. Während sich die Situation zuspitzt und das überlegene Volk der Vorlonen Sinclairs Auslieferung fordert, muss die Wahrheit über den Vorfall gefunden und der dem Tode nahe Botschafter gerettet werden. Abweichend von der englischen Originalfassung wird in der deutschen Synchronisation des Pilotfilms das Jahr 2275 als Handlungszeitpunkt genannt.

### Staffel 1 „Zeichen und Wunder“ („Signs and Portents“)
2258: Aufgrund der Vorfälle im Zusammenhang mit dem Attentat auf Botschafter Kosh wurde der Großteil des ehemaligen Führungsstabs von Babylon 5 ausgetauscht. Lediglich Jeffrey Sinclair und Michael Garibaldi behielten ihre Posten. Für Probleme sorgen nicht nur wiederholte Überfälle durch die so genannten Raiders, eine interstellare Piratenorganisation, sondern auch der erneut aufflammende Konflikt zwischen den Narn und den Centauri, der durch die beiden Botschafter dieser Völker auch auf der Station für Zwischenfälle sorgt. Probleme bereitet auch die rassistisch-militante „Pro Erde!“-Gruppe, die sich gegen außerirdischen Einfluss wendet. Weiterhin geschehen einige merkwürdige Dinge und viele Fragen aufwerfende Ereignisse – so taucht die vor Jahren verschwundene Station Babylon 4 wieder auf, auf dem Planeten Epsilon III in der Nähe von Babylon 5 wird die Große Maschine entdeckt, eine Dilgar-Kriegsverbrecherin kommt auf die Station und ein gewisser Mr. Morden tritt in Erscheinung, der sich zusammen mit seinen „Partnern“ für die Ziele des Centauri-Botschafters Londo Mollari zu interessieren scheint. Außerdem nimmt der Einfluss der Telepathenorganisation Psi-Corps zu, wodurch weitere Unruhen und Probleme entstehen. Auf der Erde formieren sich verdeckt Kräfte, die offenbar eine politische Kursänderung zum Ziel haben. Am Ende der Staffel stirbt der Präsident der Erdallianz, Louis Santiago, bei der Explosion der Earth Force One über Io.

### Staffel 2 „Schatten am Horizont“ („The Coming of Shadows“)
2259: Nachdem Commander Sinclair als Botschafter auf die Heimatwelt der Minbari versetzt wurde, übernimmt Captain John Sheridan das Kommando an Bord von Babylon 5. Minbari-Botschafterin Delenn unterzieht sich einer geheimnisvollen Transformation, die sie teilweise in einen Menschen verwandelt. Der Centauri-Imperator stirbt, die Hardliner um Lord Reefa setzen mit Londos Hilfe ihren Favoriten, Cartagia, auf den Thron des Imperators. Vizepräsident Morgan Clark tritt an die Stelle des verstorbenen Erdallianz-Präsidenten und beginnt totalitäre Überwachungsstrukturen wie Nightwatch aufzubauen. Er steht der Politik seines Vorgängers hinsichtlich der Verständigung und Kooperation der Völker ablehnend gegenüber. Als Hinweise und Gerüchte auftauchen, die den Tod von Präsident Santiago als politisches Attentat in Clarks Auftrag darstellen, schließt sich der Führungsstab von Babylon 5 einer Widerstandsgruppe unter General Hague an, die dies beweisen möchte. Währenddessen werden die Narn in einen offenen Krieg gegen die Centauri gestürzt und erleiden eine Niederlage nach der anderen, da die Centauri von Mister Morden und seinen geheimnisvollen Partnern unterstützt werden und die Centauri auch geächtete und verbotene Waffen einsetzen. Derweil gibt es vermehrt Meldungen über unbekannte schwarze Schatten im Hyperraum. Es wird offensichtlich, dass in den Randzonen, insbesondere auf dem Planeten Z’ha’dum, eine Bedrohung für alle Völker entsteht, als eine der alten Rassen wieder erwacht und sich zu sammeln beginnt. Sheridan wird schließlich von Delenn und Botschafter Kosh in die Ereignisse aus ferner Vergangenheit eingeweiht, als die „Schatten“ vor 1000 Jahren das letzte Mal erwachten. Er formt mit ihr insgeheim eine Allianz, um den Schatten entgegenzutreten.

### Staffel 3 „Kriegsrecht“ („Point of No Return“)
Diese Staffel hieß ursprünglich „Punkt ohne Wiederkehr“
2260: Während die Bedrohung durch die Schatten zunimmt, erhält Sheridan von Delenn die White Star, ein geheimes, hochentwickeltes Kampfschiff. Die bedingungslos präsidententreue Organisation Nightwatch gewinnt immer mehr an Einfluss, die Erde wird zunehmend zu einem orwellschen Gebilde, in dem die Regierung die Fakten verdreht, alle Fremden zu Feinden erklärt und willkürlich agiert. Weitere Beweise – angeblich außerirdische Intrigen – tauchen auf, die Präsident Clark für die Ermordung seines Vorgängers verantwortlich machen. Als dieser auch noch verfassungswidrig das Kriegsrecht ausruft, lösen sich faktisch alle Erdkolonien – einschließlich Babylon 5 – von der Erdallianz. General Hagues Putsch scheitert jedoch, die Regierungstruppen besetzen die Kolonien, machen Jagd auf die Rebellen, politische Säuberungen bei Militär und Senat folgen und auch Babylon 5 muss sich militärisch gegen die regierungstreuen Erdstreitkräfte behaupten. Zunehmende Übergriffe seitens der Schatten führen zur zaghaften Bildung einer Vielvölker-Allianz. Diese junge Allianz stellt sich den Schatten erstmals mit einem durch die neue White-Star-Flotte verstärkten Kampfverband. Die Geheimnisse um Babylon 4 und Jeffrey Sinclair werden gelüftet und entgegen allen Warnungen fliegt Sheridan mit seiner einst verschollenen und nun plötzlich zurückgekehrten Frau nach Z’ha’dum – auch wenn bisher niemand von dort zurückgekehrt ist. Dort angekommen, versuchen die Schatten erfolglos ihn für ihre Sache zu gewinnen, sie gewähren ihm dabei tiefe Einblicke in die grundsätzliche Natur des gesamten Konflikts. Schließlich lässt Sheridan mit seinem Schiff Fusionsbomben auf die Stadt der Schatten, in der er sich befindet, stürzen und springt kurz vor der Detonation in einen Abgrund.

### Staffel 4 „Die Befreiung von Proxima 3“ („No Surrender, No Retreat“)
Diese Staffel hieß ursprünglich „Keine Kapitulation, kein Rückzug“
2261: Sheridan wird auf Z’ha’dum von Lorien, einem uralten Außerirdischen, vor dem sicheren Tod gerettet. Durch Loriens Heilung kann Sheridan noch genau 20 Jahre leben. Während Babylon 5 weiterhin von der Erde sanktioniert wird, kann der wiederkehrende Sheridan das Auseinanderbrechen der jungen Allianz in letzter Minute verhindern. Auch der vermisste Garibaldi kehrt zurück, verhält sich jedoch zunehmend seltsam und wendet sich gegen seine alten Freunde. Mollari muss einsehen, dass er mit Cartagia einem Wahnsinnigen an die Spitze der Macht verholfen hat, der die Centauri in die Vernichtung führen wird. Er betreibt dessen Ermordung und wird danach selbst Premierminister der Centauri, überlässt die Regierungsgewalt aber einem politisch unbelasteten Regenten. Neben den Schatten treten nun ebenfalls die Vorlonen gegenüber vielen der „jungen Völker“ kriegerisch in Erscheinung, der Krieg zwischen den beiden Völkern eskaliert zu ungeahnten Dimensionen. Sheridan führt die neue Allianz in eine große Entscheidungsschlacht, nach der die letzten der „alten Völker“ – unter anderem die Vorlonen und die Schatten – die Galaxis verlassen. Als die Erdregierung die Propagandamaschinerie gegen Babylon 5 und Sheridan in Gang setzt und auf zivile Flüchtlingsschiffe schießen lässt, geht dieser in die Offensive: Militärisch befreit er mehrere Erdkolonien und stürzt die Erdallianz so in einen offenen Bürgerkrieg. Nachdem immer mehr Erdkriegsschiffe sich ihm anschließen, ergreift Sheridan die Initiative und greift Clarks Truppen auf Höhe des Mars an. Um den Eindruck einer Alien-Invasion zu vermeiden, wird der erfolgreiche Angriff auf die Erdstreitkräfte ausschließlich von menschlichen Kampftruppen und den überlegenen White-Star-Schiffen durchgeführt, eine gewaltige multiplanetare Flotte wartet jedoch für den Notfall im Hyperraum. Die Streitkräfte der Erde werden auf Höhe des Mars überrumpelt. Angesichts der Niederlage seiner Truppen und des Zusammenbruchs seines Regimes begeht Präsident Clark Suizid, richtet zuvor aber noch die planetaren Verteidigungssatelliten gegen die Erde, um die Bevölkerung des Heimatplaneten zu vernichten. Sheridans Allianz, verstärkt um die multiplanetare Flotte, aber auch die ihren Fehler einsehenden Reste der Regierungsflotte können die Zerstörung der Erde in letzter Sekunde verhindern. Nach dem Ende des Konflikts wird Sheridan von der neuen Präsidentin Luchenko zum Rücktritt aus den Erdstreitkräften gedrängt, da er als Symbolfigur des Widerstandes dem politischen und gesellschaftlichen Heilungsprozess im Wege steht. Daraufhin wird er von den Repräsentanten der alliierten Völker zum Präsidenten der neu gegründeten Interstellaren Allianz gewählt, der sich auch die Erde anschließt.

### Staffel 5 „Augen aus Feuer“ („Wheel of Fire“)
Diese Staffel hieß ursprünglich „Das Rad des Feuers“
2262: Babylon 5 erhält mit Elizabeth Lochley einen neuen Captain und Michael Garibaldi wird Geheimdienstchef der Interstellaren Allianz; beide misstrauen einander jedoch. Nach dem Abtritt der Schatten und Vorlonen steht nun die Reorganisation der Galaxis, vor allem der Interstellaren Allianz, sowie die Aufarbeitung des Schattenkrieges und seiner Folgen im Vordergrund, was eine Vielzahl paralleler Ereignisreihen zur Folge hat. Auf der Station wird eine Kolonie für Telepathen eingerichtet, die auf der Flucht vor dem Psi-Corps sind; dem Psi-Corps und speziell Alfred Bester ist diese Kolonie und ihr Anführer Byron ein Dorn im Auge, dies führt zwangsläufig zu Konflikten. Lyta Alexander schließt sich den abtrünnigen Telepathen an und organisiert nach Byrons Tod deren Widerstand gegen das Psi-Corps. Währenddessen kommt es immer wieder zu scheinbar willkürlichen Angriffen Unbekannter auf Schiffe aller Mitglieder der Allianz. Da sich zeitgleich der Tod des Centauri-Regenten abzeichnet, begibt sich Londo Mollari nach Centauri Prime; G’Kar begleitet ihn als sein Leibwächter. Schließlich stellt sich heraus, dass offenbar die Centauri hinter den Angriffen stecken, und Narn und Drazi machen alle Bemühungen Sheridans um eine friedliche Lösung durch einen direkten Angriff auf Centauri Prime zunichte. Zu spät findet Sheridan heraus, dass in Wahrheit die mysteriösen Drakh die Centauri instrumentalisieren und den nächsten Krieg vorbereiten. Londo muss hilflos mit ansehen, wie sein Planet durch Orbitalbeschuss verwüstet wird. Kurz darauf geben sich ihm die Drakh zu erkennen und zwingen ihn, das Amt als Imperator der Centauri zu übernehmen und ihren Befehlen zu folgen. Eine seiner ersten Handlungen ist es, seinen engsten Vertrauten, Vir Cotto, zum neuen Centauri-Botschafter zu ernennen. G’Kar wiederum wird nach der nicht genehmigten Veröffentlichung seiner geheimen Aufzeichnungen bei seiner Rückkehr auf die Station wie ein Gott verehrt und flieht vor dieser neuen, ihm unangenehmen und konfliktbeladenen Rolle, indem er in Begleitung Lytas eine Forschungsreise durch das Universum antritt. Garibaldi, Sheridan und andere verlassen nacheinander ebenfalls die Station, um sich neuen Aufgaben zu widmen.
20 Jahre später ist Sheridans Lebensenergie, die er von Lorien erhalten hat, aufgebraucht. Er fliegt alleine mit seinem White-Star-Schiff los und wird über Coriana, am Ort der großen Entscheidungsschlacht, bereits von Lorien erwartet, der ihn mit sich nimmt. Sheridans Körper verschwindet spurlos.
Die Raumstation Babylon 5 ist nach Ansicht der Erdregierung mittlerweile überflüssig und unrentabel geworden, da praktisch alle Aufgaben, für die die Station vorgesehen war, von der Interstellaren Allianz übernommen wurden. Da die stillgelegte, nicht kontrollierte Station eine Gefahr für die Raumfahrt ist (und möglicherweise von unerwünschten Gruppierungen missbraucht werden könnte), wird die Station in der finalen Folge gesprengt. Ein kurzer Überblick zeigt, wie das Leben der Hauptfiguren nach Babylon 5 und Sheridans Tod weiter geht.

## Besetzung und Synchronisation

Die Hauptdarsteller
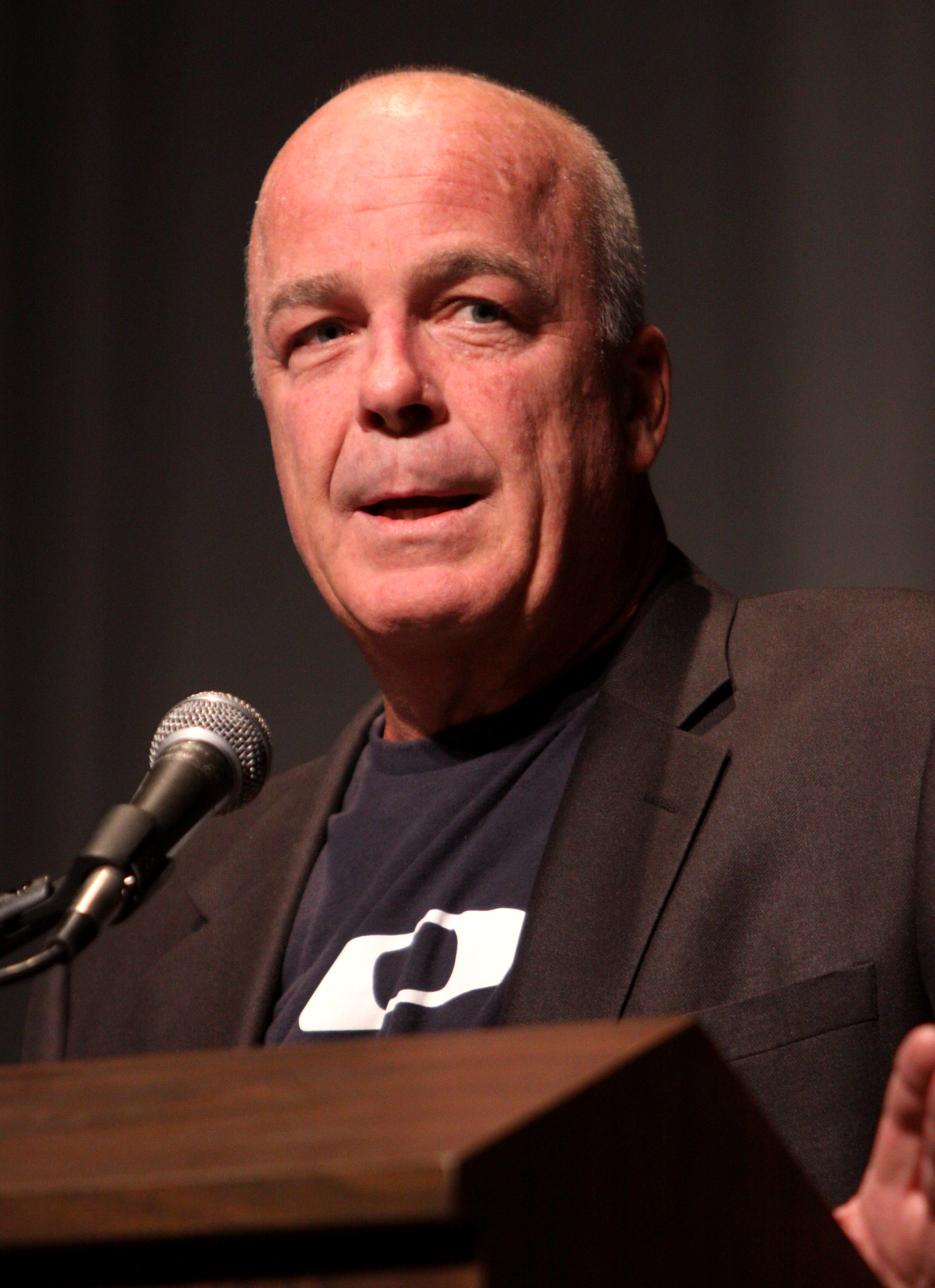
Jerry Doyle, Darsteller von Michael Garibaldi
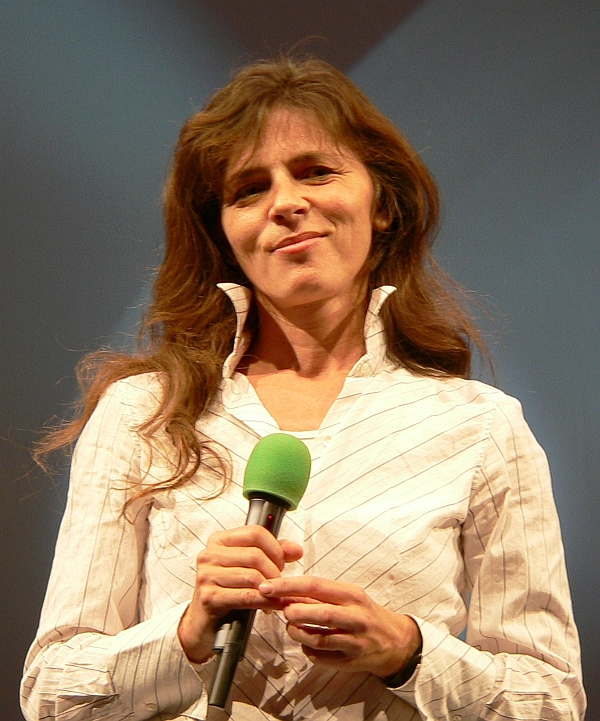
Mira Furlan, Darstellerin von Delenn
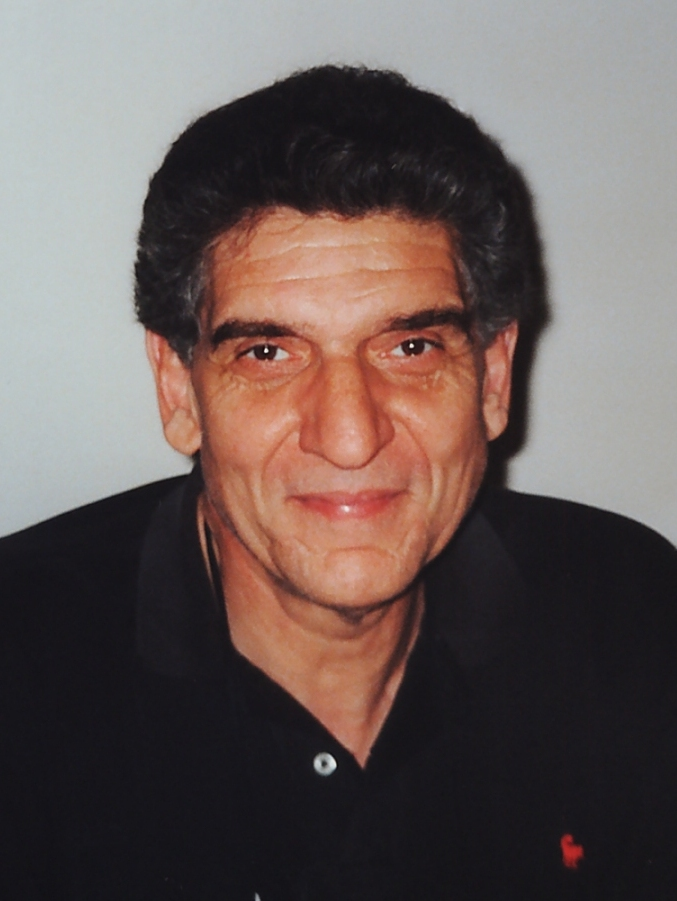
Andreas Katsulas, Darsteller von G’Kar
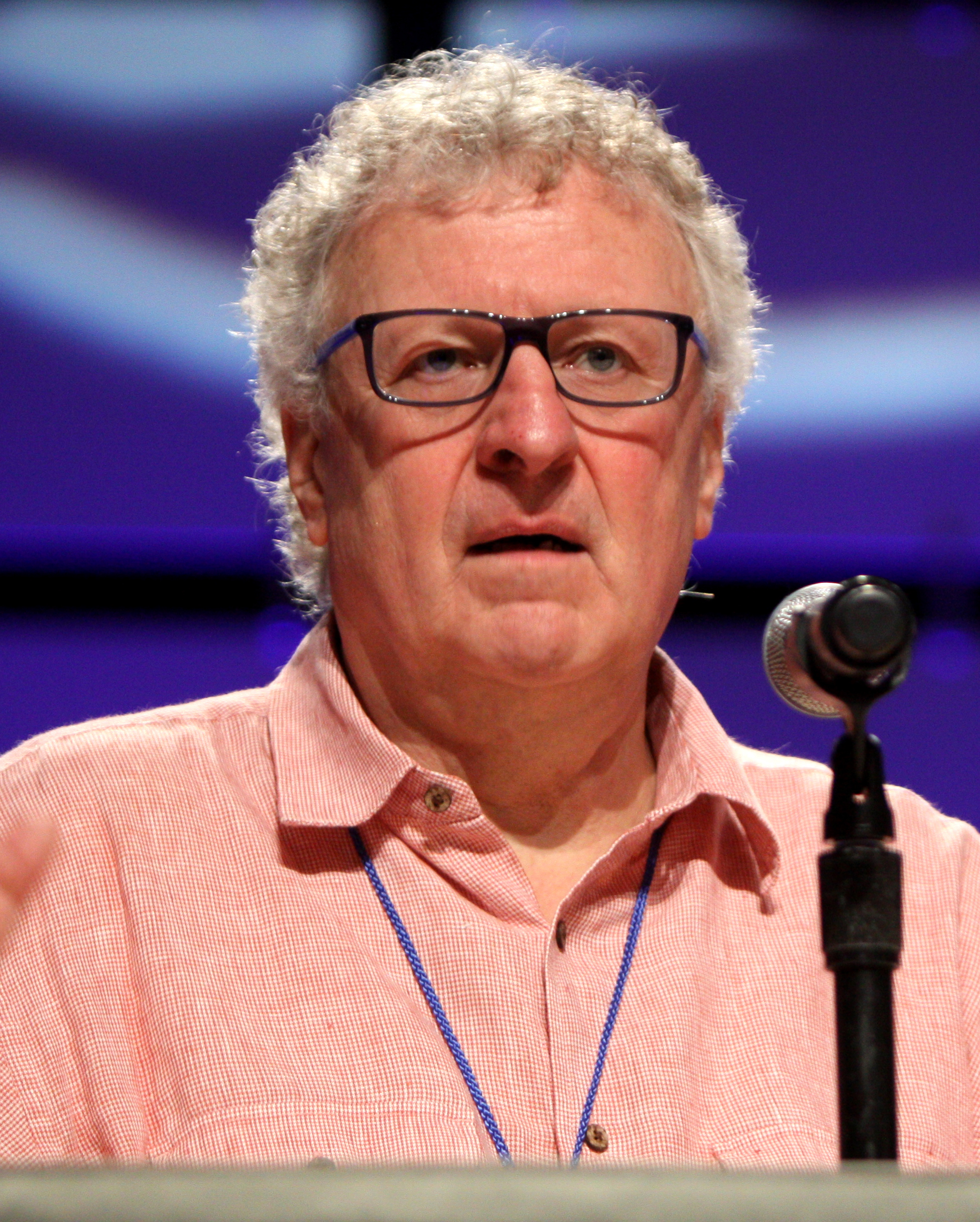
Peter Jurasik, Darsteller von Londo Mollari
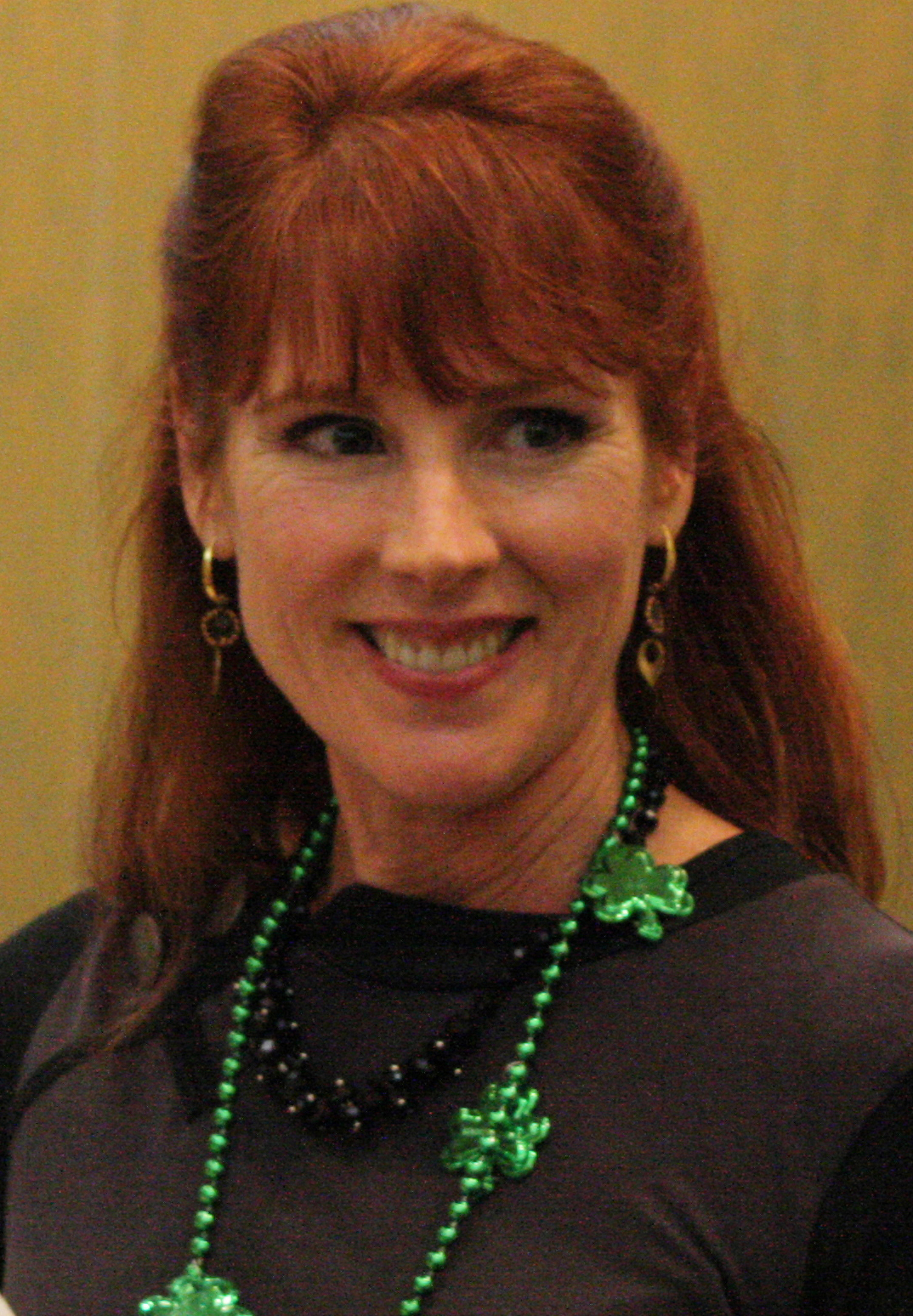
Patricia Tallman, Darstellerin von Lyta Alexander
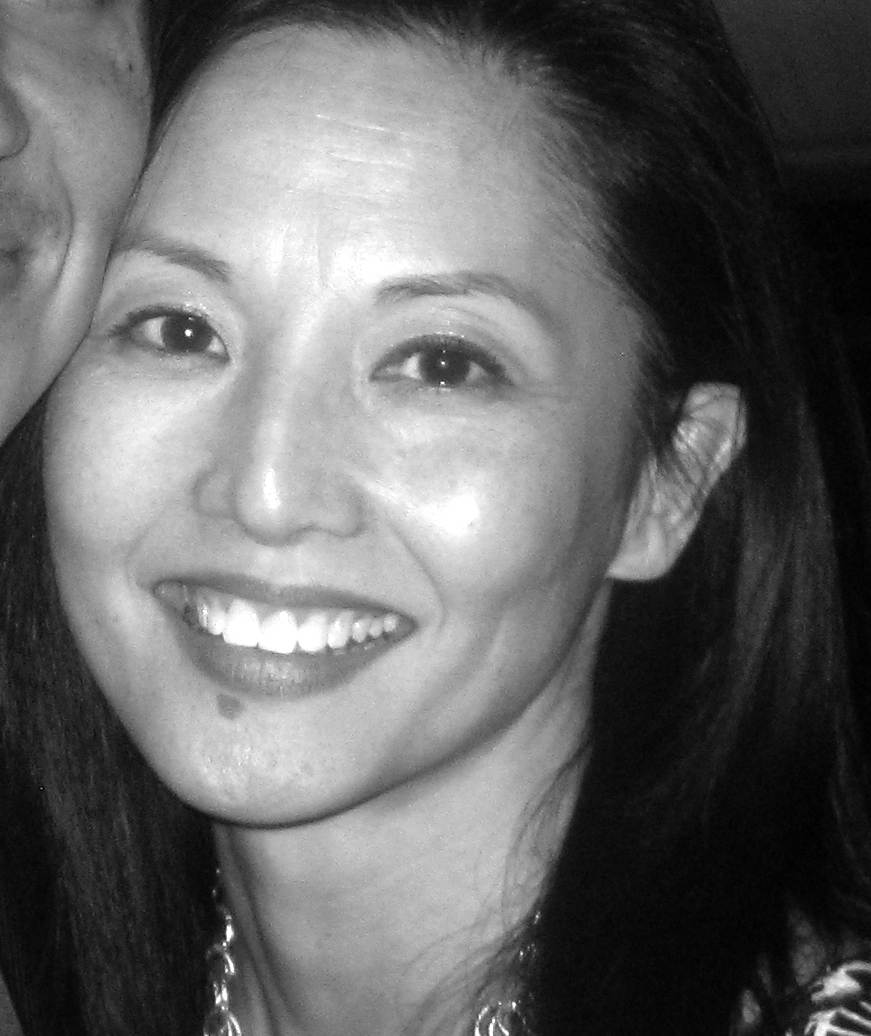
Tamlyn Tomita, Darstellerin von Laurel Takashima
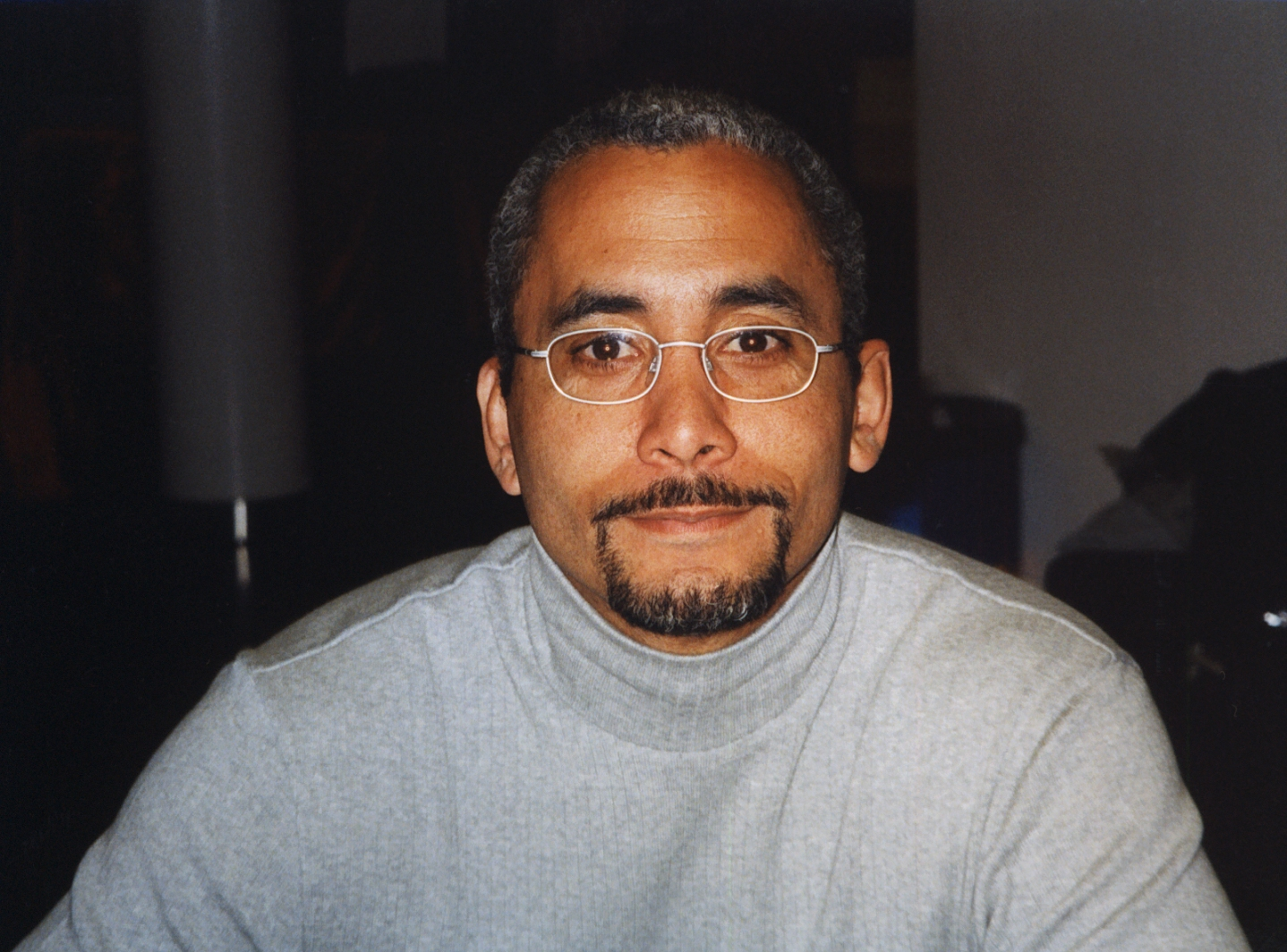
Richard Biggs, Darsteller von Stephen Franklin
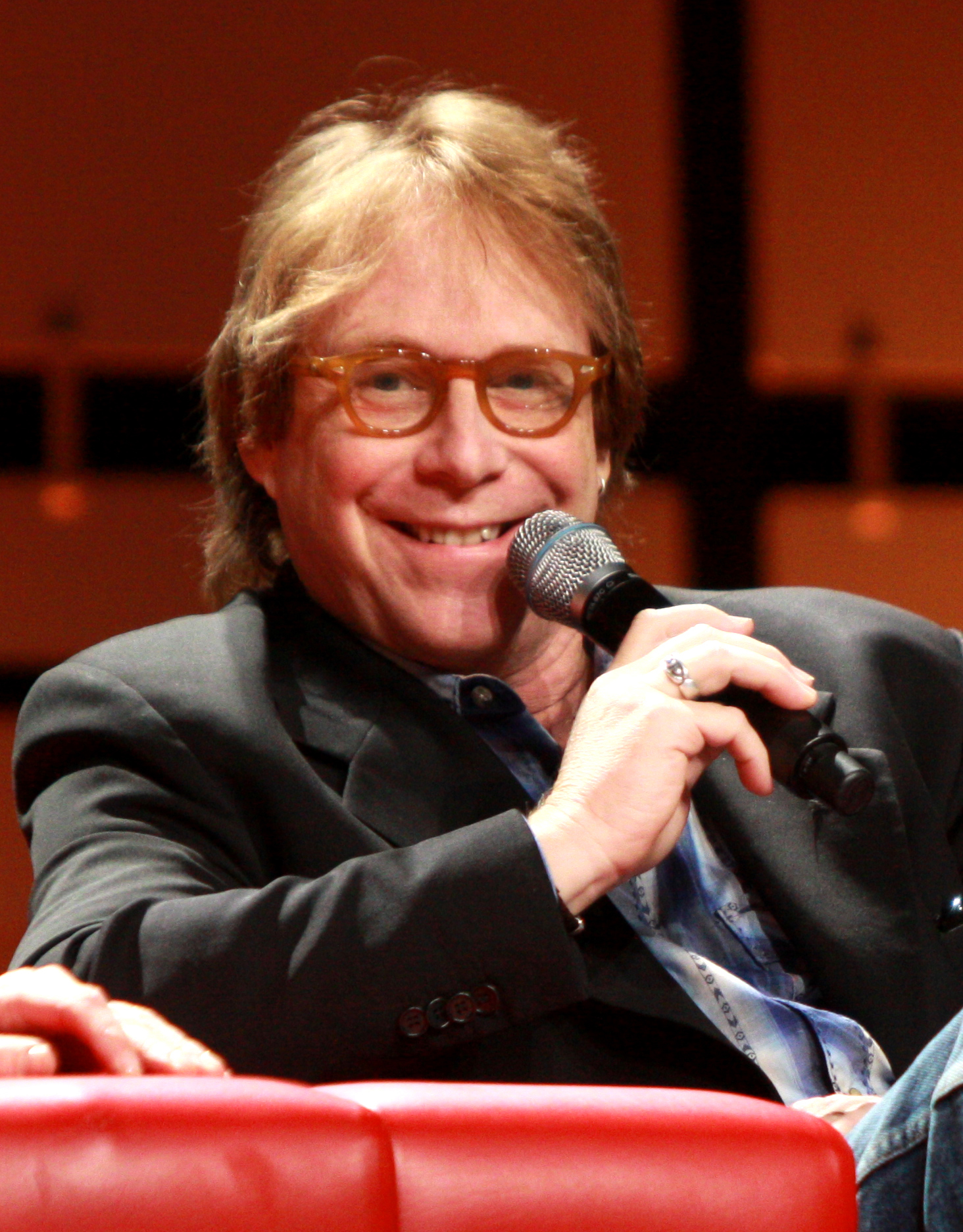
Bill Mumy, Darsteller von Lennier
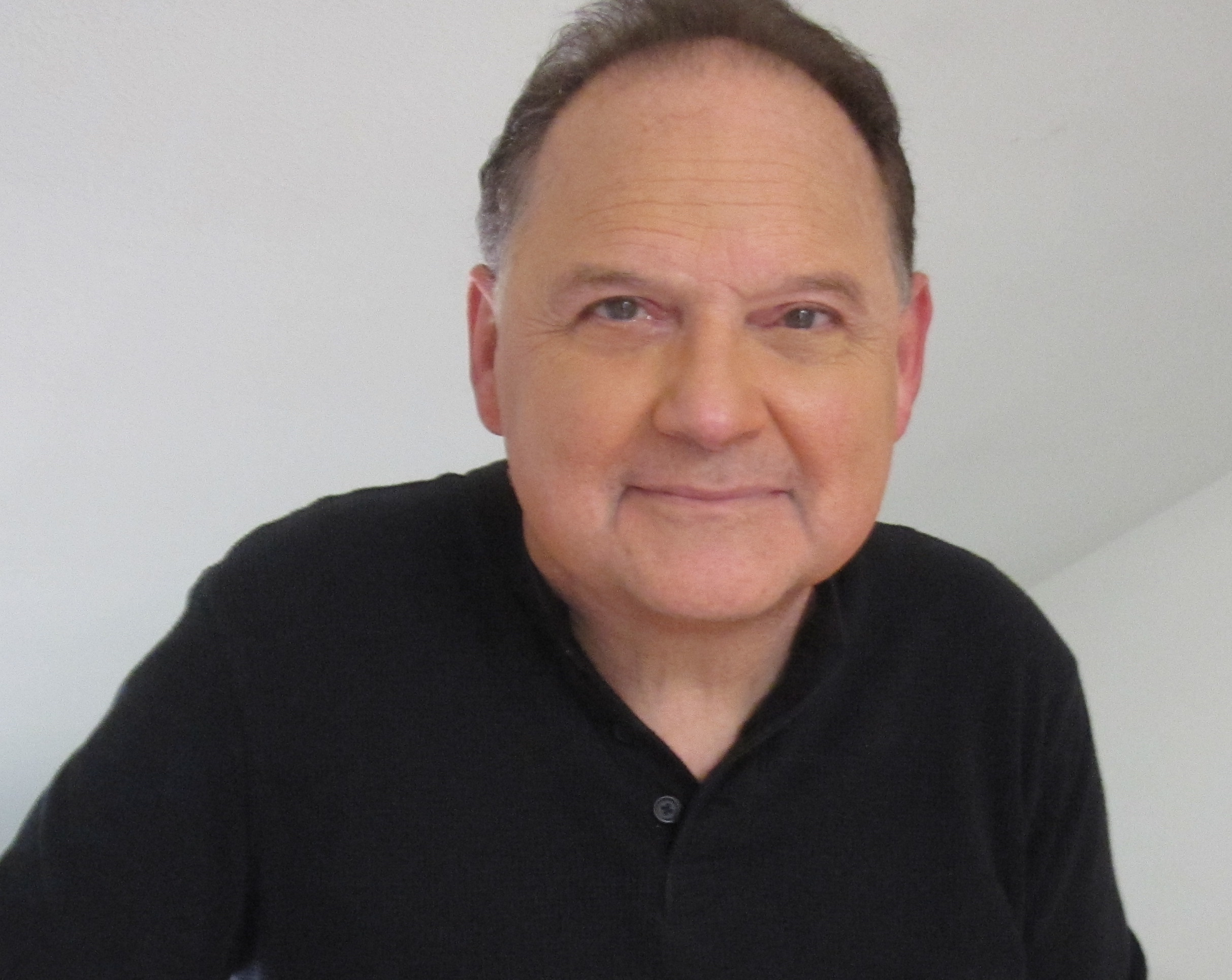
Stephen Furst, Darsteller von Vir Cotto
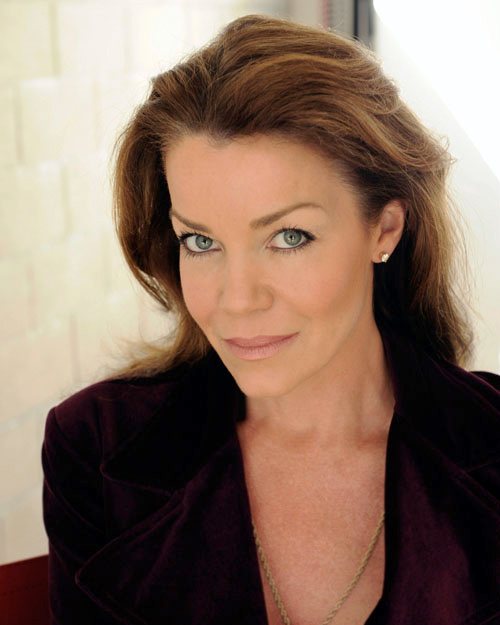
Claudia Christian, Darstellerin von Susan Ivanova
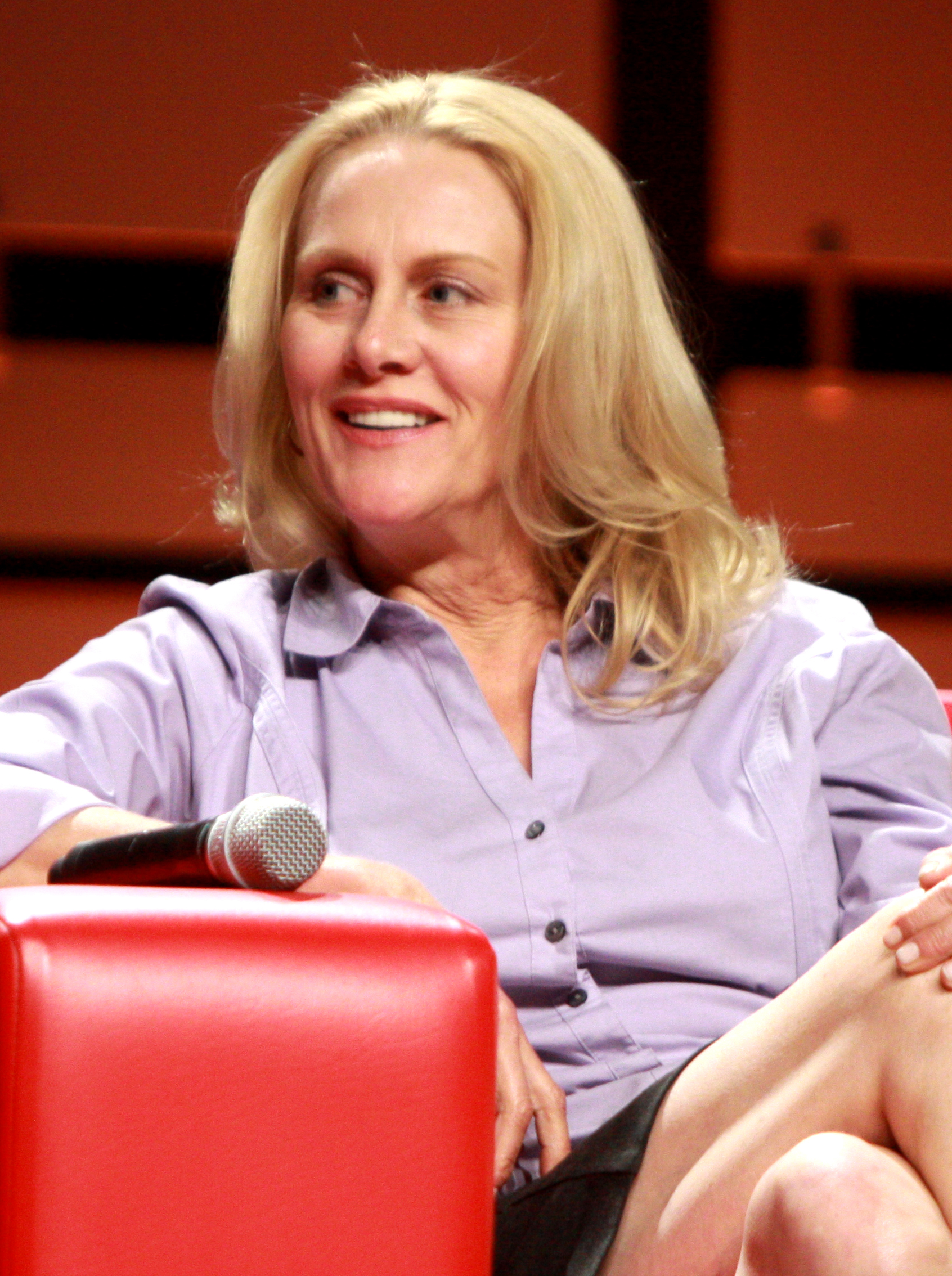
Andrea Thompson, Darstellerin von Talia Winters
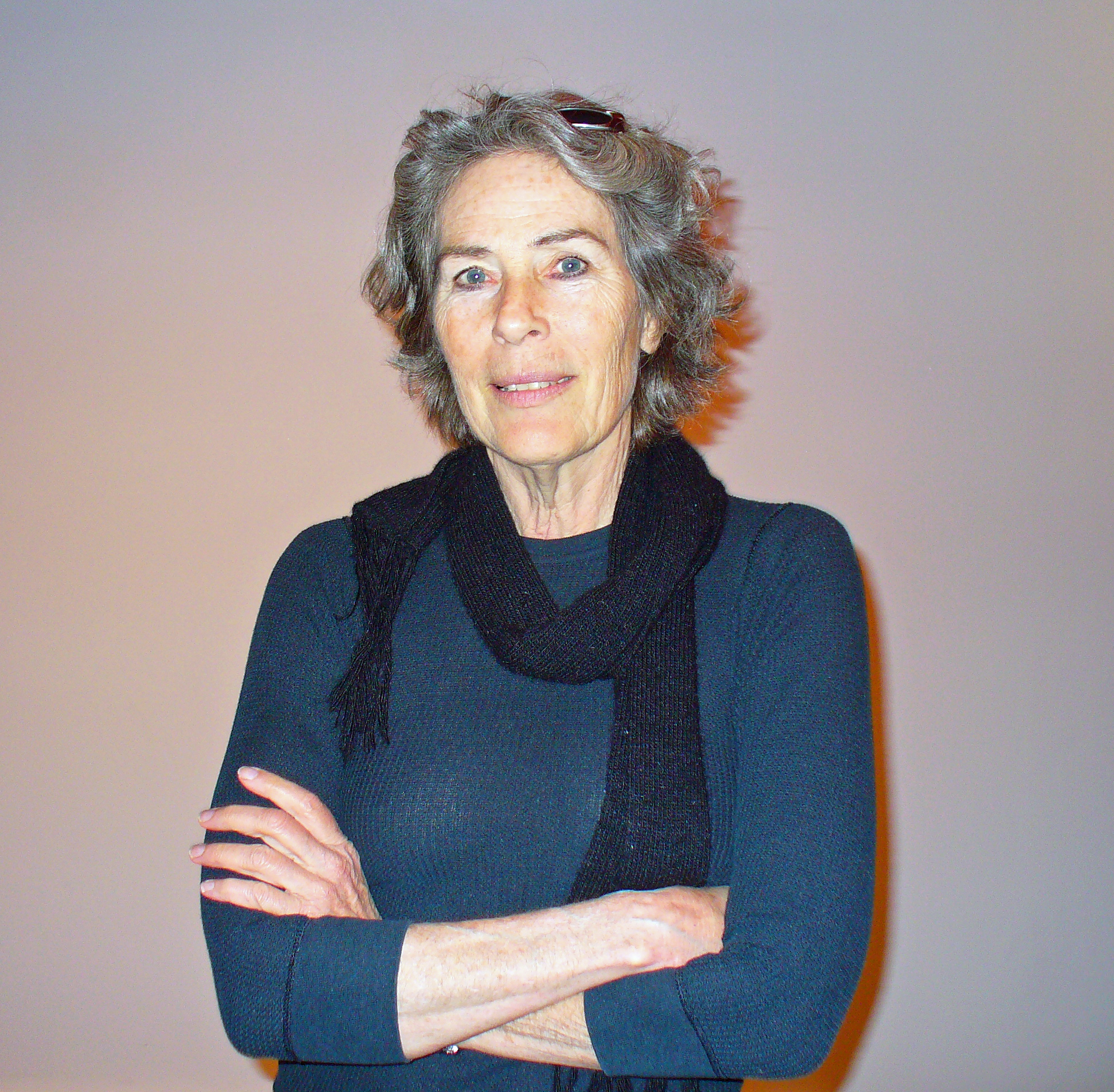
Mary Woronov, Darstellerin von Ko D’Ath
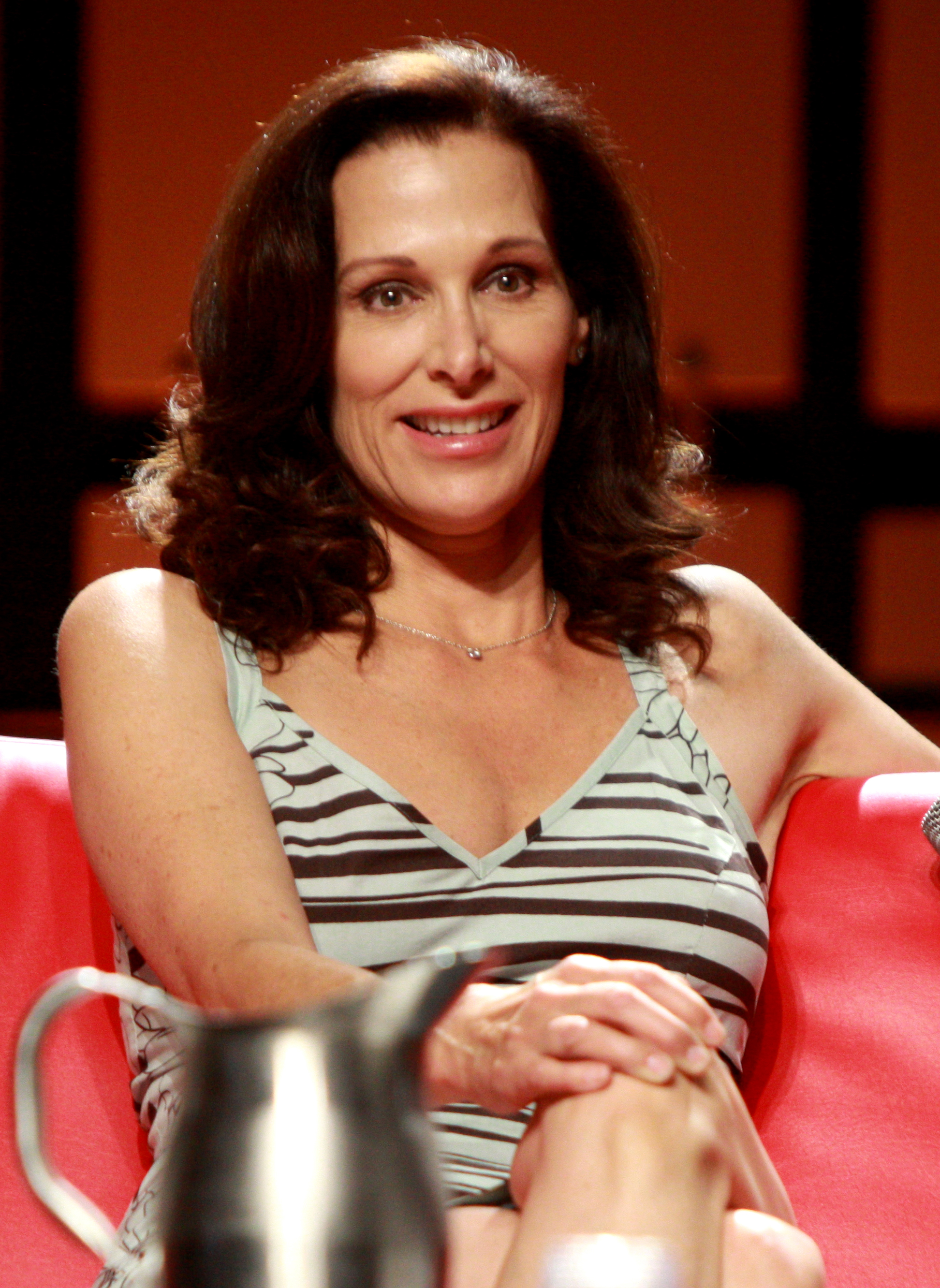
Julie Caitlin Brown, 1. Darstellerin von Na’Toth
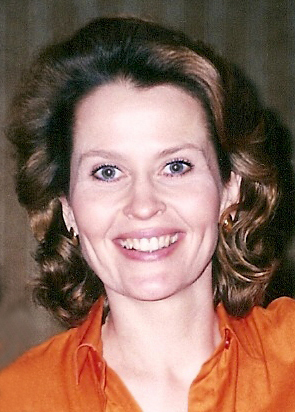
Mary Kay Adams, 2. Darstellerin von Na’Toth
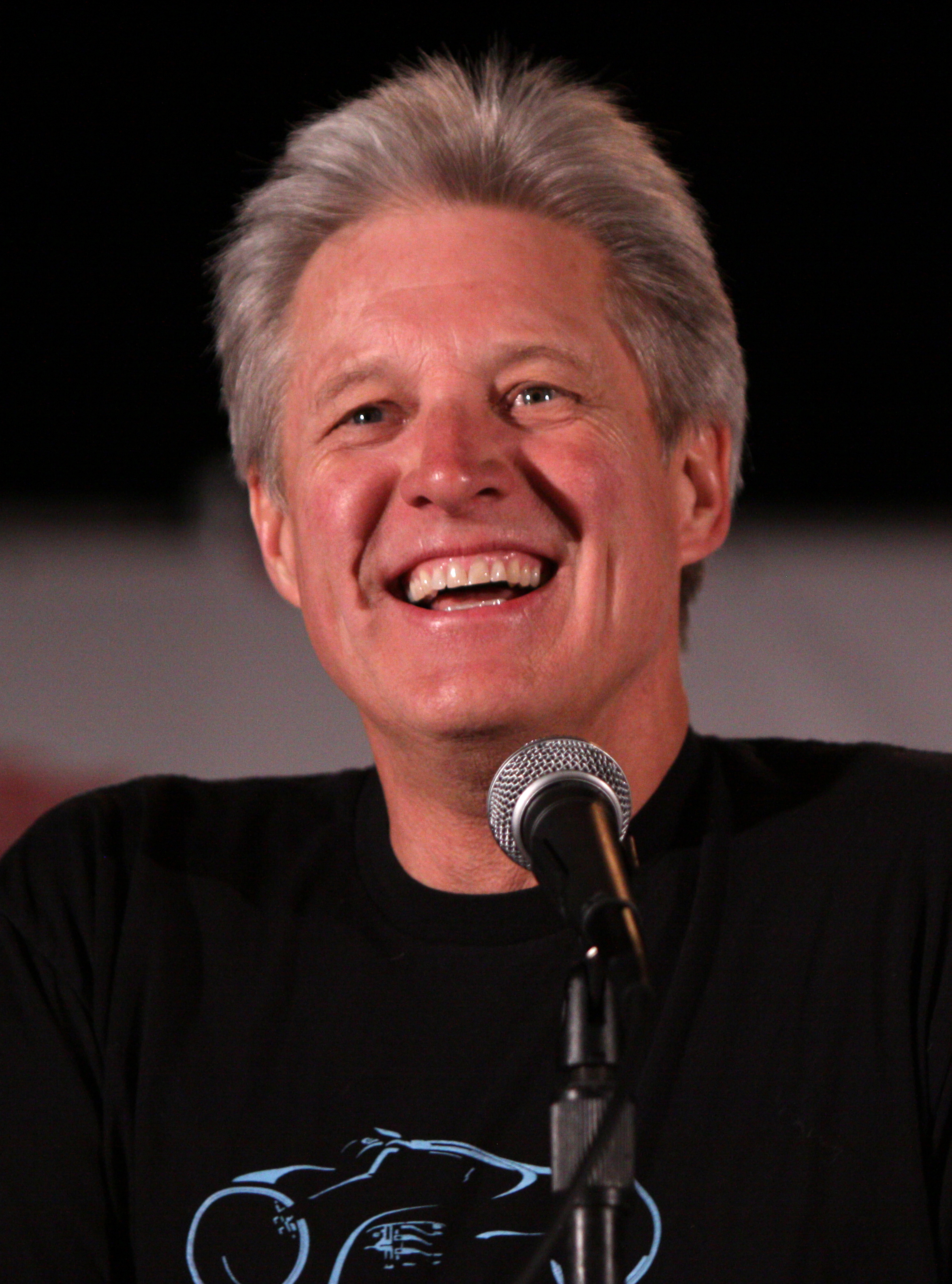
Bruce Boxleitner, Darsteller von John Sheridan
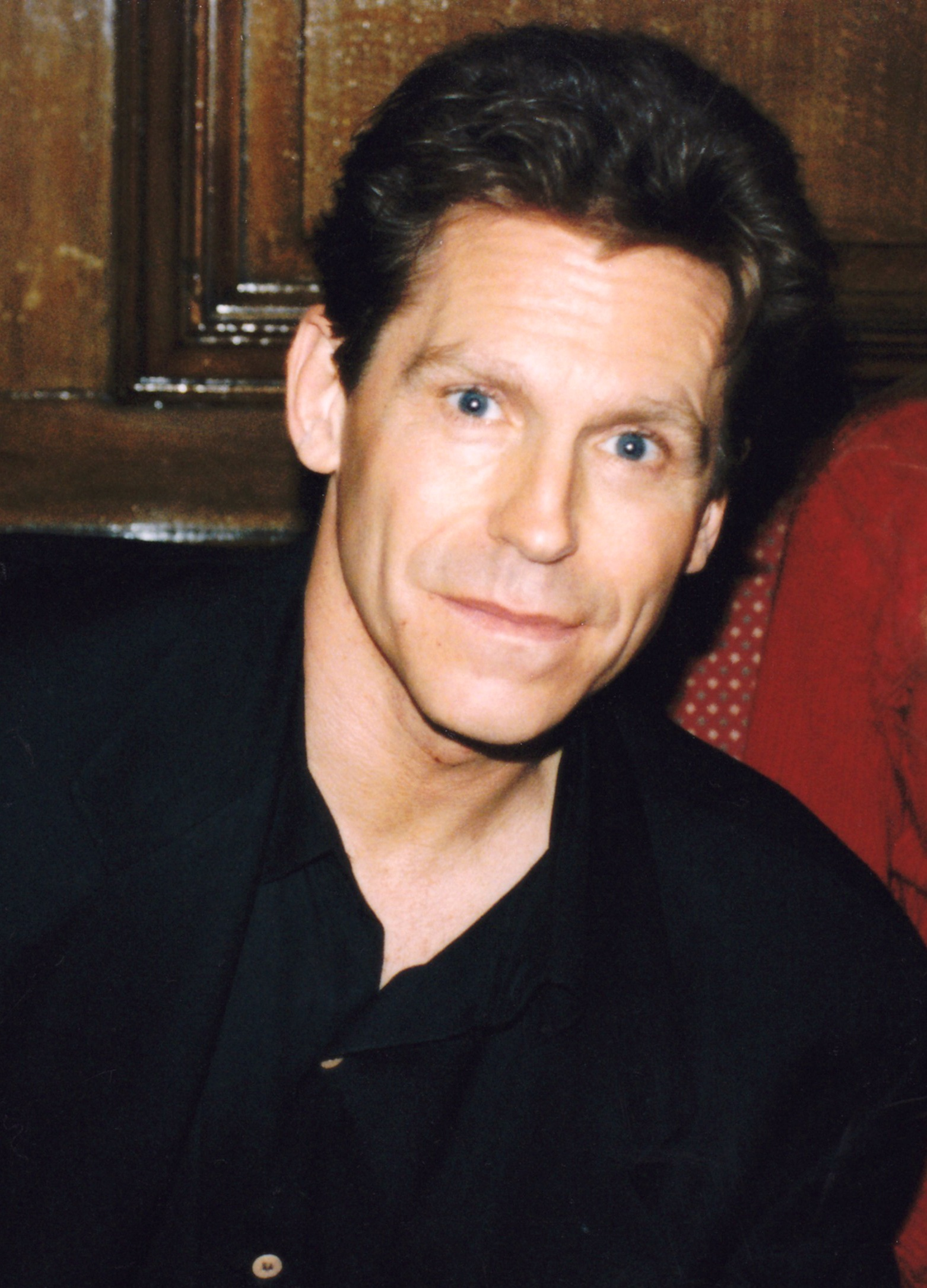
Jeff Conaway, Darsteller von Zack Allan
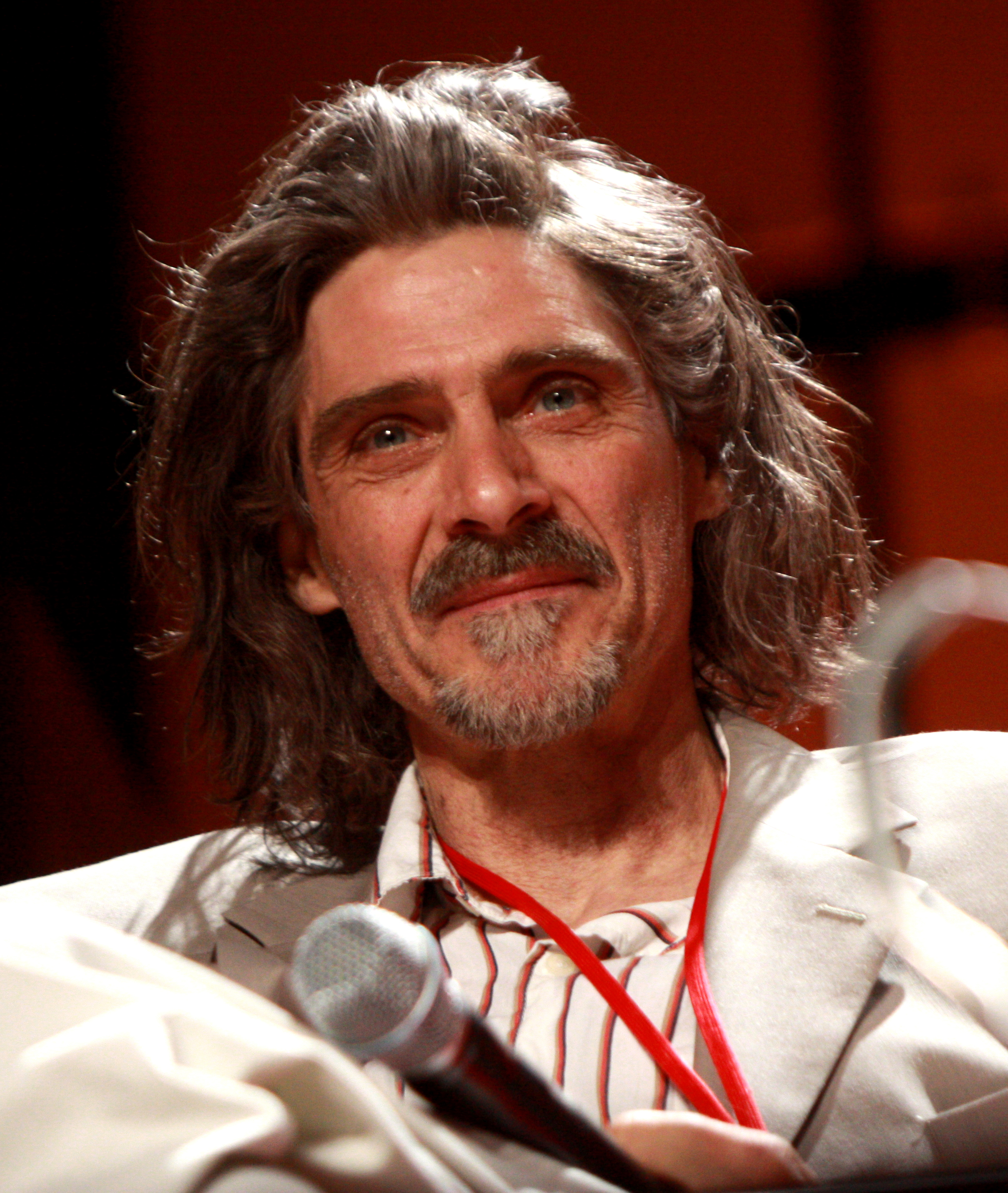
Jason Carter, Darsteller von Marcus Cole
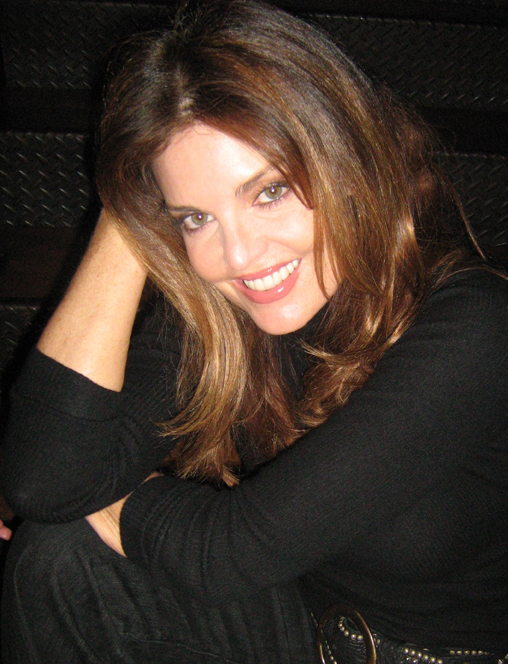
Tracy Scoggins, Darstellerin von Elizabeth Lochley

Die Tabelle nennt die Schauspieler, ihre Rollennamen, ihre Zugehörigkeit zur Hauptbesetzung (●) bzw. zu den Neben- und Gastdarstellern (•).
Die deutsche Synchronfassung entstand bei der Synchronfirma Telesynchron in Berlin. Die Dialogbücher schrieben Michael Erdmann und Florian Krüger-Shantin, Dialogregie führte Michael Erdmann.
| Schauspieler                                                   | Rolle                           | Rollenbeschreibung                                                                   | Spezies             | Staffel | Staffel | Staffel | Staffel | Staffel | Staffel | Anzahl Episoden | Deutscher Synchronsprecher                           |
| Schauspieler                                                   | Rolle                           | Rollenbeschreibung                                                                   | Spezies             | P       | 1       | 2       | 3       | 4       | 5       | Anzahl Episoden | Deutscher Synchronsprecher                           |
| -------------------------------------------------------------- | ------------------------------- | ------------------------------------------------------------------------------------ | ------------------- | ------- | ------- | ------- | ------- | ------- | ------- | --------------- | ---------------------------------------------------- |
| Michael O’Hare                                                 | Jeffrey Sinclair                | Kommandant von Babylon 5, später Botschafter auf Minbar                              | Mensch              | ●       | ●       | •       | •       |         |         | 26              | Bernd Vollbrecht                                     |
| Jerry Doyle                                                    | Michael Garibaldi               | Sicherheitschef von Babylon 5, später Geheimdienstchef und Unternehmer               | Mensch              | ●       | ●       | ●       | ●       | ●       | ●       | 102             | Peter Reinhardt                                      |
| Mira Furlan                                                    | Delenn                          | Botschafterin der Minbari auf Babylon 5                                              | Minbari             | ●       | ●       | ●       | ●       | ●       | ●       | 90              | Joseline Gassen                                      |
| Andreas Katsulas                                               | G’Kar                           | Botschafter der Narn auf Babylon 5                                                   | Narn                | ●       | ●       | ●       | ●       | ●       | ●       | 66              | Lothar Blumhagen                                     |
| Peter Jurasik                                                  | Londo Mollari                   | Botschafter der Centauri auf Babylon 5, später Imperator                             | Centauri            | ●       | ●       | ●       | ●       | ●       | ●       | 71              | Bert Franzke                                         |
| Patricia Tallman                                               | Lyta Alexander                  | Telepathin auf Babylon 5                                                             | Mensch (Telepathin) | ●       |         | •       | •       | ●       | ●       | 25              | Liane Rudolph                                        |
| Tamlyn Tomita                                                  | Lt. Cmdr. Laurel Takashima      | stellvertretende Kommandantin von Babylon 5                                          | Mensch              | ●       |         |         |         |         |         | 1               | Katharina Gräfe                                      |
| Johnny Sekka                                                   | Dr. Benjamin Kyle               | Leitender medizinischer Offizier von Babylon 5                                       | Mensch              | ●       |         |         |         |         |         | 1               | Frank Glaubrecht                                     |
| Richard Biggs                                                  | Dr. Stephen Franklin            | Leitender medizinischer Offizier von Babylon 5                                       | Mensch              |         | ●       | ●       | ●       | ●       | ●       | 85              | Detlef Bierstedt                                     |
| Bill Mumy                                                      | Lennier                         | Assistent von Delenn, später Ranger                                                  | Minbari             |         | ●       | ●       | ●       | ●       | ●       | 52              | Klaus-Peter Grap                                     |
| Stephen Furst                                                  | Vir Cotto                       | Assistent von Londo Mollari                                                          | Centauri            |         | ●       | ●       | ●       | ●       | ●       | 39              | Stefan Staudinger                                    |
| Claudia Christian                                              | Susan Ivanova                   | stellvertretende Kommandantin von Babylon 5                                          | Mensch              |         | ●       | ●       | ●       | ●       | •       | 86              | Eva Kryll                                            |
| Andrea Thompson                                                | Talia Winters                   | Telepathin auf Babylon 5                                                             | Mensch (Telepathin) |         | ●       | ●       |         |         |         | 14              | Evelyn Maron                                         |
| Mary Woronov                                                   | Ko D’Ath                        | Assistentin von G’Kar                                                                | Narn                |         | ●       |         |         |         |         | 1               | Barbara Adolph                                       |
| Julie Caitlin Brown                                            | Na’Toth                         | Assistentin von G’Kar                                                                | Narn                |         | ●       |         |         |         | •       | 6               | Ursula Heyer                                         |
| Mary Kay Adams                                                 | Na’Toth                         | Assistentin von G’Kar                                                                | Narn                |         |         | ●       |         |         |         | 2               | Rita Engelmann                                       |
| Bruce Boxleitner                                               | John J. Sheridan                | Kommandant von Babylon 5, später Präsident der interstellaren Allianz                | Mensch              |         |         | ●       | ●       | ●       | ●       | 86              | Joachim Tennstedt                                    |
| Robert Rusler                                                  | Warren Keffer                   | Kampfpilot auf Babylon 5                                                             | Mensch              |         |         | ●       |         |         |         | 6               | Nicolas Böll                                         |
| Jeff Conaway                                                   | Zack Allan                      | Sicherheitsmann auf Babylon 5, später Sicherheitschef                                | Mensch              |         |         | •       | ●       | ●       | ●       | 49              | Gerald Paradies                                      |
| Jason Carter                                                   | Marcus Cole                     | Mitglied der Ranger                                                                  | Mensch              |         |         |         | ●       | ●       |         | 24              | Thomas Nero Wolff                                    |
| Tracy Scoggins                                                 | Elizabeth Lochley               | Kommandantin von Babylon 5                                                           | Mensch              |         |         |         |         |         | ●       | 10              | Silvia Mißbach                                       |
| Jeffrey Willerth (Stimme) Ardwright Chamberlain (Kostümträger) | Kosh Naranek                    | Botschafter der Vorlonen auf Babylon 5                                               | Vorlone             | •       | •       | •       | •       |         |         | 27              | Wolf Rüdiger Reutermann Michael Erdmann (eine Folge) |
| Ardwright Chamberlain (Stimme) Jeffrey Willerth (Kostümträger) | Ulkesh (Kosh II)                | Botschafter der Vorlonen auf Babylon 5                                               | Vorlone             |         |         |         | •       | •       |         | 5               | Raimund Krone                                        |
| Joshua Cox                                                     | Lt. David Corwin                | Offizier auf Babylon 5                                                               | Mensch              |         | •       | •       | •       | •       | •       | 33              | Michael Bauer, Andreas Hofer                         |
| Walter Koenig                                                  | Alfred Bester                   | Agent des Psi-Corps                                                                  | Mensch (Telepath)   |         | •       | •       | •       | •       | •       | 12              | Till Hagen                                           |
| Ed Wasser                                                      | Morden                          | Agent der Schatten                                                                   | Mensch              |         | •       | •       | •       | •       | •       | 13              | Benjamin Völz (drei Folgen), Ingo Albrecht           |
| Maggie Egan                                                    | Jane                            | ISN-Nachrichtensprecherin                                                            | Mensch              |         | •       | •       | •       | •       | •       | 10              | Franziska Pigulla                                    |
| Damian London                                                  | Milo Virini                     | Minister der Centauri-Republik, später Regent                                        | Centauri            |         | •       |         | •       | •       | •       | 9               | Heinz Fabian, Georg Tryphon, Klaus Jepsen            |
| Denise Gentile                                                 | Lise Hampton                    | Unternehmerin auf dem Mars, Ehefrau von William Edgars, später von Michael Garibaldi | Mensch              |         | •       |         |         | •       | •       | 9               | Diana Borgwardt, Nina Herting, Traudel Haas          |
| John Vickery                                                   | Neroon                          | Mitglied der Minbari-Kriegerkaste                                                    | Minbari             |         | •       | •       | •       | •       |         | 5               | Michael Christian                                    |
| Gary McGurk                                                    | William Morgan Clark            | Präsident der Erdallianz                                                             | Mensch              |         | •       | •       | •       | •       |         | 4               | Gerd Holtenau                                        |
| Tim Choate                                                     | Zathras                         | Betreuer der Großen Maschine auf Epsilon III                                         | unbekannt           |         | •       |         | •       | •       |         | 4               | Hermann Ebeling, Gerry Wolff                         |
| Kathryn Cressida                                               | Kat                             | Barkeeperin auf Babylon 5                                                            | Mensch              |         | •       | •       | •       |         |         | 4               | Roswitha Hirsch, Beate Pfeiffer                      |
| Louis Turenne                                                  | Draal                           | Mitglied der religiösen Kaste, Hüter der Großen Maschine auf Epsilon III             | Minbari             |         | •       |         |         |         |         | 2               | Joachim Nottke                                       |
| John Schuck                                                    | Draal                           | Mitglied der religiösen Kaste, Hüter der Großen Maschine auf Epsilon III             | Minbari             |         |         | •       | •       |         |         | 2               | Michael Chevalier                                    |
| David L. Crowley                                               | Lou Welch                       | Sicherheitsmann auf Babylon 5                                                        | Mensch              |         | •       | •       |         |         |         | 7               | Hans Nitschke, Peter Neusser                         |
| Macaulay Bruton                                                | Jack                            | stellvertretender Sicherheitschef von Babylon 5                                      | Mensch              |         | •       | •       |         |         |         | 5               | Ralph Beckmann                                       |
| Julia Nickson-Soul                                             | Catherine Sakai                 | Unternehmerin und Abenteurerin, Freundin von Jeffrey Sinclair                        | Mensch              |         | •       |         |         |         |         | 3               | Ghadah Al-Akel                                       |
| Aki Aleong                                                     | Senator Hidoshi                 | Senator der Erdallianz                                                               | Mensch              |         | •       |         |         |         |         | 3               | Gerry Wolff, Eberhard Prüter                         |
| Marshall R. Teague                                             | Ta’Lon                          | Narn-Krieger, später Botschafter auf Babylon 5                                       | Narn                |         |         | •       | •       |         | •       | 5               | Claus Jurichs                                        |
| Kim Strauss                                                    | Botschafter Vizak               | Botschafter der Drazi auf Babylon 5                                                  | Drazi               |         |         | •       | •       |         | •       | 5               | Karl-Heinz Grewe, Tom Deininger, Gerd Holtenau       |
| William Forward                                                | Lord Refa                       | Minister der Centauri-Republik                                                       | Centauri            |         |         | •       | •       |         |         | 7               | Klaus-Dieter Klebsch                                 |
| Beth Toussaint                                                 | Anna Sheridan                   | Frau von John Sheridan                                                               | Mensch              |         |         | •       |         |         |         | 1               | Ulrike Lau                                           |
| Melissa Gilbert                                                | Anna Sheridan                   | Frau von John Sheridan                                                               | Mensch              |         |         |         | •       |         |         | 3               | Sabine Jaeger                                        |
| Robert Foxworth                                                | Gen. William Hague              | General der Erdstreitkräfte, später im Widerstand                                    | Mensch              |         |         | •       |         |         |         | 2               | Joachim Nottke                                       |
| Jonathan Chapman                                               | Botschafter Lethke Zum Bartrado | Botschafter der Brakiri auf Babylon 5                                                | Brakiri             |         |         |         | •       | •       | •       | 6               | Ingolf Gorges, Norbert Gescher                       |
| Diana Morgan                                                   | Alison Higgins                  | ISN-Nachrichtensprecherin                                                            | Mensch              |         |         |         | •       | •       |         | 3               | Martina Treger                                       |
| Rance Howard                                                   | David Sheridan                  | Diplomat, Vater von John Sheridan                                                    | Mensch              |         |         |         | •       | •       |         | 3               | Heinz Fabian                                         |
| Louis Turenne                                                  | Bruder Theo                     | Mönch auf Babylon 5                                                                  | Mensch              |         |         |         | •       |         |         | 3               | Gerhard Paul                                         |
| Jennifer Balgobin                                              | Dr. Lillian Hobbs               | Ärztin auf Babylon 5                                                                 | Mensch              |         |         |         | •       |         | •       | 3               | Claudia Lehmann                                      |
| Wayne Alexander                                                | Lorien                          | Allererster                                                                          | Allererster         |         |         |         |         | •       | •       | 7               | Friedrich Schoenfelder                               |
| Marjorie Monaghan                                              | Theresa Halloran / Nummer Eins  | Anführerin des Widerstands auf dem Mars                                              | Mensch              |         |         |         |         | •       | •       | 7               | Ulrike Möckel                                        |
| Ron Campbell                                                   | Botschafter Juphar Trkider      | Botschafter der Drazi auf Babylon 5                                                  | Drazi               |         |         |         |         | •       | •       | 4               | Tilo Schmitz, Karl-Heinz Grewe, Gerd Holtenau        |
| Wortham Krimmer                                                | Imperator Cartagia              | Imperator der Centauri-Republik                                                      | Centauri            |         |         |         |         | •       |         | 5               | Stefan Gossler                                       |
| Efrem Zimbalist Jr.                                            | William Edgars                  | Unternehmer auf dem Mars                                                             | Mensch              |         |         |         |         | •       |         | 4               | Jochen Schröder                                      |
| Mark Schneider                                                 | Wade                            | Assistent von William Edgars                                                         | Mensch              |         |         |         |         | •       |         | 4               | Klaus-Dieter Klebsch                                 |
| Robin Atkin Downes                                             | Byron Gordon                    | abtrünniger Telepath auf Babylon 5                                                   | Mensch (Telepath)   |         |         |         |         |         | •       | 8               | Torsten Sense                                        |
| Thomas MacGreevy                                               | Minister Cholini                | Minister der Centauri-Republik                                                       | Centauri            |         |         |         |         |         | •       | 3               | Reinhard Kuhnert                                     |

Anmerkungen: P: Pilotfilm

## Auszeichnungen und Nominierungen
| Jahr | Award                                 | Kategorie                                                         | Episode                             | Person(en) | Ergebnis  |
| ---- | ------------------------------------- | ----------------------------------------------------------------- | ----------------------------------- | --- | --------- |
| 1993 | Primetime Emmy Award                  | Outstanding Individual Achievement in Special Visual Effects      | Pilotfilm: Die Zusammenkunft        | Ron Thornton, Shannon Casey, Paul Beigle-Bryant | Gewonnen  |
| 1994 | Primetime Emmy Award                  | Outstanding Individual Achievement in Makeup for a Series         | 1.05: Angriff auf G’Kar             | Everett Burrell, Ron Pipes, John Vulich, Mary Kay Morse, Greg Funk                                                                                     | Gewonnen  |
| 1994 | Hugo Award                            | Best Dramatic Presentation                                        |                                     | Richard Compton, J. Michael Straczynski | Nominiert |
| 1995 | Primetime Emmy Award                  | Outstanding Individual Achievement in Makeup for a Series         | 2.12: Auf dem Pulverfass            | John Vulich, Everett Burrell, Cinzia Zanetti, Ron Pipes, Greg Funk, Fionagh Cush, John Wheaton, Nik E. Carey, Will Huff, Tania Wanstall, Mike Measimer | Nominiert |
| 1995 | Primetime Emmy Award                  | Outstanding Individual Achievement in Hairstyling for a Series    | 2.03: Eine Frage der Farbe          | Tracy Smith | Nominiert |
| 1995 | Primetime Emmy Award                  | Outstanding Individual Achievement in Cinematography for a Series | 2.03 Eine Frage der Farbe           | John C. Flinn III | Nominiert |
| 1995 | Universe Reader’s Choice Award        | Best Actor in a Genre TV Series                                   |                                     | Bruce Boxleitner | Gewonnen  |
| 1995 | Universe Reader’s Choice Award        | Best Supporting Actor in a Genre TV Series                        |                                     | Andreas Katsulas | Gewonnen  |
| 1996 | Primetime Emmy Award                  | Outstanding Individual Achievement in Cinematography for a Series | 2.21: Das Verhör des Inquisitors    | John C. Flinn III | Nominiert |
| 1996 | Hugo Award                            | Best Dramatic Presentation                                        | 2.09: Schatten am Horizont          | Janet Greek, J. Michael Straczynski | Gewonnen  |
| 1996 | Universe Reader’s Choice Award        | Best Special Effects in a Genre TV Series                         |                                     | | Gewonnen  |
| 1996 | Universe Reader’s Choice Award        | Best Actor in a Genre TV Series                                   |                                     | Bruce Boxleitner | Gewonnen  |
| 1996 | Universe Reader’s Choice Award        | Best Supporting Actor in a Genre TV Series                        |                                     | Peter Jurasik | Gewonnen  |
| 1996 | Universe Reader’s Choice Award        | Best Supporting Actress in a Genre TV Series                      |                                     | Mira Furlan | Gewonnen  |
| 1996 | Universe Reader’s Choice Award        | Best Genre TV Series                                              |                                     | | Gewonnen  |
| 1997 | C.A.S. Award                          | Outstanding Achievement in Sound Mixing for Television – Series   |                                     | Terry O’Bright, Keith Rogers, Linda Coffey | Nominiert |
| 1997 | Primetime Emmy Award                  | Outstanding Makeup for a Series                                   | 3.03: Rückkehr vom Schattenplaneten | Cinzia Zanetti, Ron Pipes, John Vulich, John Wheaton, Mike Measimer, Gabriel De Cunto, Rob Sherwood, Liz Dean, Fionagh Cush                            | Nominiert |
| 1997 | Hugo Award                            | Best Dramatic Presentation                                        | 3.10: Die Strafaktion               | J. Michael Straczynski, David J. Eagle, John Copeland                                                                                                  | Gewonnen  |
| 1997 | E Pluribus Unum Award                 | Television Series – Drama                                         | 3.04: Die Schrift aus Blut          | | Gewonnen  |
| 1997 | OFTA Television Award                 | Best Writing in Syndicated Series                                 |                                     | | Nominiert |
| 1997 | OFTA Television Award                 | Best Visual Effects in a Series                                   |                                     | | Nominiert |
| 1997 | OFTA Television Award                 | Best Sound in a Series                                            |                                     | | Nominiert |
| 1997 | OFTA Television Award                 | Best Makeup/Hairstyling in a Series                               |                                     | | Nominiert |
| 1997 | OFTA Television Award                 | Best Production Design in a Series                                |                                     | | Nominiert |
| 1997 | OFTA Television Award                 | Best Guest Actor in a Syndicated Series                           |                                     | Michael O’Hare | Nominiert |
| 1997 | OFTA Television Award                 | Best Actress in a Syndicated Series                               |                                     | Mira Furlan | Nominiert |
| 1997 | OFTA Television Award                 | Best Syndicated Series                                            |                                     | | Nominiert |
| 1997 | Saturn Award                          | Best Genre TV Actress                                             |                                     | Claudia Christian | Nominiert |
| 1997 | Saturn Award                          | Best Genre Syndicated TV Series                                   |                                     | | Nominiert |
| 1997 | SFX Award                             | SFX Hame of Fame for Contributions to SF/Fantasy TV in 1996       |                                     | J. Michael Straczynski | Gewonnen  |
| 1997 | SFX Award                             | Best SF/Fantasy Actor in 1996                                     |                                     | Andreas Katsulas | Gewonnen  |
| 1997 | SFX Award                             | Best Individual Episode of an SF/Fantasy TV Show in 1996          | 3.22: Z’ha’dum                      | | Gewonnen  |
| 1997 | SFX Award                             | Best SF/Fantasy TV Show of 1996                                   |                                     | | Gewonnen  |
| 1998 | Excellence in Production Design Award | Television Series                                                 |                                     | John Iacovelli, Mark Walters | Nominiert |
| 1998 | OFTA Television Award                 | Best Visual Effects in a Series                                   |                                     | | Nominiert |
| 1998 | OFTA Television Award                 | Best Makeup/Hairstyling in a Series                               |                                     | | Nominiert |
| 1998 | Saturn Award                          | Best Genre Cable/Syndicated Series                                |                                     | | Nominiert |
| 1999 | Bradbury Award                        |                                                                   |                                     | J. Michael Straczynski | Gewonnen  |
| 1999 | Hugo Award                            | Best Dramatic Presentation                                        | 5.22: Der Weg ins Licht             | J. Michael Straczynski | Nominiert |
| 1999 | OFTA Television Award                 | Best Visual Effects in a Series                                   |                                     | | Nominiert |
| 1999 | Saturn Award                          | Best Genre TV Actor                                               |                                     | Bruce Boxleitner | Nominiert |
| 1999 | Saturn Award                          | Best Genre TV Actress                                             |                                     | Claudia Christian | Nominiert |
| 1999 | Saturn Award                          | Best Genre Cable/Syndicated Series                                |                                     | | Gewonnen  |
| 2003 | Saturn Award                          | Best DVD TV Programming Release                                   | Staffel 1                           | | Nominiert |

## Wissenswertes
- Vom Pilotfilm Die Zusammenkunft existieren zwei unterschiedliche Versionen – zum einen die 1993 erstmals ausgestrahlte Originalfassung und eine von J. Michael Straczynski neu geschnittene und 1998 erstmals ausgestrahlte Fassung. Diese ist genauso lang wie das Original, es wurden aber insgesamt 14 Minuten ausgetauscht. So wurden weniger temporeiche Szenen gestrafft und störende Szenen wie der „galaktische Zoo“ in den Alienquartieren entfernt, um vormals nicht verwendetes Material unterzubringen, Kameraeinstellungen ausgetauscht, die CGIs verbessert und neue Musik komponiert.
- J. Michael Straczynski hat in der letzten Folge „Der Weg ins Licht“ einen kurzen Gastauftritt. Er spielt den Techniker, der das Licht auf der Station ausmacht, bevor diese gesprengt wird.
- Delenn sollte ursprünglich ein männlicher Minbari mit einem widersprüchlichen Körperbau sein. Diese Idee wurde noch während der Nachproduktion des Pilotfilms verworfen und von dieser Änderung betroffene Textpassagen wurden ausgetauscht. Als Konsequenz daraus unterscheidet sich Delenns Aussehen im Pilotfilm ein wenig von dem in der ersten Staffel der Serie.
- Der vergleichsweise frühe Tod mehrerer Hauptdarsteller führte dazu, dass in Fankreisen gelegentlich das geflügelte Wort „Fluch von Babylon 5“ verwendet wird.[12] Bislang betraf dies sieben von 21 Hauptdarstellern der Serie: Richard Biggs starb 2004 im Alter von 44 Jahren an einer Aortendissektion. Andreas Katsulas starb 2006 mit 59 Jahren an Lungenkrebs. Jeff Conaway starb 2011 im Alter von 60 Jahren. Michael O’Hare starb 2012 ebenfalls mit 60 Jahren nach einem Herzanfall. Jerry Doyle starb 2016 mit 60 Jahren. Stephen Furst starb 2017 im Alter von 63 Jahren an den Folgen einer Diabetes-Erkrankung. Mira Furlan starb 2021 mit 65 Jahren an West-Nil-Fieber.
- In der Fernsehserie The Big Bang Theory wird Babylon 5 dadurch zum Thema, dass drei der vier männlichen Hauptfiguren, nämlich der Astrophysiker Dr. Rajesh Koothrappali, der Physiker Dr. Leonard Hofstadter und der Ingenieur Howard Wolowitz die Serie mögen, während der Physiker Dr. Sheldon Cooper diese überhaupt nicht ausstehen kann und stets verhindert, dass die anderen die Serie in Sheldons und Leonards Wohnung anschauen können. In der Folge „Noch so ein Weichei“ im englischen Original „The Hawking Excitation“ (21. Episode der fünften Staffel) wird offenkundig, dass Sheldon die Serie Babylon 5 so sehr hasst, dass er den Sender TNT Network sogar erfolglos bat diese abzusetzen.

## Fernsehfilme und Ableger

### Crusade
Ursprünglich als Spin-off mit fünf Staffeln konzipiert, wurde die Produktion 1999 nach nur 13 Folgen noch vor Ausstrahlung der ersten Episode abgebrochen. Die Serie spielt zeitlich zwischen den letzten beiden Folgen von Babylon 5. Ihre Handlung knüpft unmittelbar an den Film Babylon 5: Waffenbrüder an. Im Mittelpunkt steht die Besatzung des Raumschiffes Excalibur auf ihrer Suche nach einem Heilmittel gegen eine Seuche auf der Erde.

### Fernsehfilme
„Babylon 5: Der erste Schritt“ („In the Beginning“) thematisiert hauptsächlich die Geschichte des Erde-Minbari-Krieges im Rückblick und knüpft so an viele Handlungselemente der Serie an. „Das Tor zur 3. Dimension“ („Thirdspace“) und „Der Fluss der Seelen“ („The River of Souls“) bilden eigene abgeschlossene Handlungsbögen, deren Verlauf in die Zeit der Serie fallen. „Waffenbrüder“ („A Call to Arms“) schließt inhaltlich an die fünfte Staffel der Serie an und bildet die Überleitung zur Spin-off-Serie Crusade.
Die vier Babylon-5-Fernsehfilme wurden in den USA während der Ausstrahlung der fünften und letzten Staffel der Fernsehserie Babylon 5 und nach dem Ende der Serie im Winter 1998/1999 erstmals ausgestrahlt.
Neben diesen vier Filmen gibt es den 1993 erstmals ausgestrahlten und 1998 überarbeiteten Pilotfilm Die Zusammenkunft und aus dem Jahr 2002 den Film Legende der Ranger, der Pilotfilm für eine weitere Spin-off-Serie sein sollte, die jedoch nie in Produktion ging.
- 1993: Die Zusammenkunft (The Gathering) – Pilotfilm, 1998 wurde eine alternative Schnittfassung veröffentlicht (14 Minuten wurden bei gleichbleibender Gesamtlänge ausgetauscht). Die Musik für die erste Fassung stammt von Stewart Copeland, für die neue Fassung von Christopher Franke.
- 1998: Babylon 5: Der erste Schritt (In the Beginning)
- 1998: Babylon 5: Das Tor zur 3. Dimension (Thirdspace)
- 1998: Babylon 5: Der Fluss der Seelen (River of Souls)
- 1999: Babylon 5: Waffenbrüder (A Call to Arms)
- 2002: Legende der Ranger (Legend of the Rangers: To Live and Die in Starlight)

### Vergessene Legenden
Am 25. Oktober 2006 teilte Straczynski mit, dass ursprünglich drei Mini-Filme – nun unter dem Produktionstitel „Babylon 5: The Lost Tales“ (TLT) bekannt – geplant waren. Aufgrund der Komplexität eines der Themen wurde dieses jedoch verschoben. Es wurden also zunächst nur zwei „Lost Tales“ mit Geschichten rund um die Charaktere John Sheridan, Elizabeth Lochley und Galen gedreht. Zeitlich ist die Handlung nach den Geschehnissen im Rahmen der Serie Babylon 5 angesetzt. Das Projekt war als „Direct-to-DVD“ konzipiert, sollte aber auch im US-Fernsehen ausgestrahlt werden. Einen wirtschaftlichen Erfolg des Projektes vorausgesetzt stellte Straczynski eine ganze Reihe weiterer „Lost Tales“ in Aussicht.
Die erste „The Lost Tales“-DVD ist in Deutschland im August 2007 unter dem Namen „Babylon 5 – Vergessene Legenden: Stimmen aus dem Dunkel“ erschienen. Der Erfolg der DVD rechtfertigte für das Produktionsstudio Warner Brothers keine Erhöhung des Budgets (2 Millionen Dollar) und so gab Straczynski dann Mitte Juli 2008 bekannt, dass es keine weitere „Lost-Tales“-DVD mehr geben werde, da die Filme mit diesen Mitteln nicht die von ihm gewollte Qualität erreichen würden.

### The Road Home
Am 3. Mai 2023 gab Babylon-5-Schöpfer J. Michael Straczynski bekannt, dass im Auftrag von Warner Bros. Home Entertainment ein animierter Babylon-5-Film produziert worden sei. Er heißt Babylon 5: The Road Home und handelt davon, dass Präsident John Sheridan unbeabsichtigt durch verschiedene Zeitlinien und alternative Realitäten reist. In The Road Home haben viele Haupt- und Nebenfiguren der ursprünglichen Serie einen Auftritt. Für Figuren, deren Schauspieler mittlerweile verstorben sind, wurden neue Sprecher gecastet. Am 15. Juni 2023 wurde ein Trailer veröffentlicht. The Road Home erschien am 15. August 2023 in den Vereinigten Staaten und dem Vereinigten Königreich auf Blu-ray und als Video-on-Demand.

## Computerspiele
Nachdem die Serie 1998 ihr Ende gefunden hatte, gab es verschiedene Bemühungen, ein PC-Spiel in diesem Universum zu erschaffen. Die aussichtsreichste Entwicklung eines Weltraum-Shooters, Babylon 5: Into the Fire von Sierra Entertainment, wurde 1999 eingestellt. Seitdem versuchen viele private Entwickler und Fans, eigene Spiele zu realisieren. Dabei wird größtenteils auf die Modifikation bereits vorhandener Spiele gesetzt. Es werden Grafiken, Sounds, Texte und nicht zuletzt die Musik dem Babylon-5-Universum angepasst. Ein Beispiel hierfür ist das auf der Freespace-2-Engine beruhende The Babylon Project.
Es existieren jedoch auch einige wenige eigenständige Spiele. Alle Projekte sind kostenlos verfügbar.

### Werke innerhalb des Kanons
Die folgende Auflistung umfasst jene Werke, die zusätzlich zur Hauptserie, den Filmen und dem Ableger Crusade zum Kanon von Babylon 5 zählen. Laut J. Michael Straczyinski gilt dies jedoch nicht für jedes Werk vollständig. So befinde sich beispielsweise der Roman The Shadow within zu „etwa 90 %“ innerhalb des Kanons.
Romane
- Psi-Corps-Trilogie von J. Gregory Keyes:
  - Dark Genesis: The Birth of the Psi Corps. 1998, ISBN 0-345-42715-7.
  - Deadly Relations: Bester Ascendant. 1999, ISBN 0-345-42716-5.
  - Final Reckoning: The Fate of Bester. 1999, ISBN 0-345-42717-3.
- Centauri-Trilogie von Peter David:
  - Legions of Fire: The Long Night of Centauri Prime. 1999, ISBN 0-345-42718-1.
  - Legions of Fire: Armies of Light and Dark. 2000, ISBN 0-345-42719-X.
  - Legions of Fire: Out of the Darkness. 2000, ISBN 0-345-42720-3.
- Technomagier-Trilogie von Jeanne Cavelos:
  - The Passing of the Technomages: Casting Shadows. 2001, ISBN 0-345-42721-1.
  - The Passing of the Technomages: Summoning Light. 2001, ISBN 0-345-42722-X.
  - The Passing of the Technomages: Invoking Darkness. 2001, ISBN 0-345-43833-7.

- Jeanne Cavelos: The Shadow Within. 1997, ISBN 0-440-22348-2.
- Kathryn Drennan: To Dream in the City of Sorrows. 1997, ISBN 0-7522-2354-2.

- Romanadaptionen
  - Peter David: In the Beginning. 1998, ISBN 0-345-42452-2.
  - Peter David: Thirdspace. 1998, ISBN 0-345-42454-9.
  - Robert Sheckley: A Call to Arms 1999, ISBN 0-345-43155-3.

Kurzgeschichten
Die ersten drei Kurzgeschichten erschienen in der Zeitschrift Amazing Stories (Nummern 597, 599 und 602). Die übrigen im offiziellen Babylon-5-Magazin.
- J. Michael Straczynski: The Shadow of His Thoughts. 2000
- J. Michael Straczynski: Genius Loci. 2000
- J. Michael Straczynski: Space, Time, and the Incurable Romantic. 2000
- J. Michael Straczynski: Hidden Agendas. 2000
- Fiona Avery: True Seeker. 2000
- J. Gregory Keyes: The Nautilus Coil. 2000

Comics
Der Großteil der Comics wurde ins Deutsche übersetzt, wobei meistens zwei Originale zu einem Werk zusammengefasst wurden. Die englischen Ausgaben erschienen bei DC Comics, lediglich das Lost-Tales-Comic wurde auf DVD veröffentlicht.
- Mark Moretti, J. Michael Straczynski: Verrat. 1996, ISBN 3-89343-818-1 (Originaltitel: In Darkness Find Me, 1994 und Treason, 1995)
- Mark Moretti, J. Michael Straczynski: Der Preis des Friedens. 1996, ISBN 3-89343-819-X (Originaltitel: In Harm’s Way, 1995 und The Price of Peace, 1995)
- Tim DeHaas, J. Michael Straczynski: Schatten der Vergangenheit. 1996, ISBN 3-89343-820-3 (Originaltitel: With Friends Like These, 1995 und Against the Odds, 1995)
- Tim DeHaas, J. Michael Straczynski: Stille Feinde. 1997, ISBN 3-89343-821-1 (Originaltitel: Survival the Hard Way, 1995 und Silent Enemies, 1995)
- David Gerrold: Der Laserspiegel. 1997, ISBN 3-89343-822-X (Originaltitel: Duet for Human and Narn in C Sharp, 1995 und Coda for Human and Narn in B Flat, 1995)
- Tim DeHaas, John Ridgeway: Psi Corps. 1997, ISBN 3-89343-823-8 (Originaltitel: The Psi Corps and You! 1995)
- J. Michael Straczynski: In Valen’s Name, Part 1, 1998
- Peter David: In Valen’s Name, Part 2, 1998
- Peter David: In Valen’s Name, Part 3, 1998
- The Lost Tales mini-comic, 2007

Sonstiges
- The Official Babylon 5 Magazine, Titan Magazines, 1997–2000, ISSN 1368-7018
- Emerson Briggs-Wallace, Stephen C. Smith: Dining on Babylon 5. 1998, ISBN 0-7522-1143-9.

### Romane außerhalb des Kanons
- John Vornholt: Tödliche Gedanken. 1996, ISBN 3-442-25013-7 (Originaltitel: Voices, 1995)
- Lois Tilton: Im Kreuzfeuer. 1996, ISBN 3-442-25014-5 (Originaltitel: Accusations, 1995)
- John Vornholt: Blutschwur. 1997, ISBN 3-442-25015-3 (Originaltitel: Blood Oath, 1995)
- Jim Mortimore: Schatten des Todes. 1997, ISBN 3-442-25027-7 (Originaltitel: Clark’s Law, 1995)
- Neal Barrett jr.: Schwarze Träume. 1997, ISBN 3-442-25026-9 (Originaltitel: The Touch of Your Shadow, the Whisper of Your Name, 1995)
- S. M. Stirling: Krieg der Verschwörer. 1998, ISBN 3-442-25028-5 (Originaltitel: Betrayals, 1995)

### Sekundärliteratur
Deutsch
- Torsten Dewi: Das Babylon 5 Universum. 1998, ISBN 3-89365-677-4.
- Claudia Kern, Peter Osteried, Björn Sülter: Die Babylon 5-Chronik: Band 1: Staffel 1 – Zeichen und Wunder. In Farbe und Bunt, Osdorf 2023, ISBN 978-3-95936-369-3.
- Claudia Kern, Peter Osteried, Björn Sülter: Die Babylon 5-Chronik: Band 2: Staffel 2 – Schatten am Horizont. In Farbe und Bunt, Osdorf 2023, ISBN 978-3-95936-383-9.
- Claudia Kern, Peter Osteried, Björn Sülter: Die Babylon 5-Chronik: Band 3: Staffel 3 – Punkt ohne Wiederkehr. In Farbe und Bunt, Osdorf 2024, ISBN 978-3-95936-386-0.
- Christian Langhagen: TV Highlights Extra Serien-Guide: Babylon 5. 2004, ISBN 3-931608-61-1.
- Rolf Sander: Das Babylon 5 Bordbuch. 1998, ISBN 3-612-26457-5.
- J. Michael Straczyinski, Michael Bassom: Babylon 5. 1996, ISBN 3-8025-2414-4.
- Phantastische Serien. Nr. 1. 1996, ISBN 3-931608-07-7.

Englisch
- Jason Davis: Babylon 5 Encyclopedia. 1. Auflage. Publishing 180, Irvine (California) 2017, ISBN 978-0-9821005-9-2 (englisch).
- Jane Killick: Season by Season:

- Signs and Portents (Season 1). 1998, ISBN 0-345-42447-6.
- The Coming of Shadows (Season 2). 1998, ISBN 0-345-42448-4.
- Point of No Return (Season 3). 1998, ISBN 0-345-42449-2.
- No Surrender, No Retreat (Season 4). 1998, ISBN 0-345-42450-6.
- The Wheel of Fire (Season 5). 1999, ISBN 0-345-42451-4.

- Andy Lane:

- The Babylon File. 1997, ISBN 0-7535-0049-3.
- The Babylon File – Volume 2. 1999, ISBN 0-7535-0233-X.

- David Bassom: The A to Z Guide of Babylon 5. 1996, ISBN 0-7522-0252-9.
- David Bassom: Creating Babylon 5. 1997, ISBN 0-345-41452-7.